# Pooideae
Die Pooideae sind eine Unterfamilie innerhalb der Pflanzenfamilie der Süßgräser (Poaceae). Die etwa 197 Gattungen mit etwa 4234 Arten sind fast weltweit verbreitet.

## Beschreibung

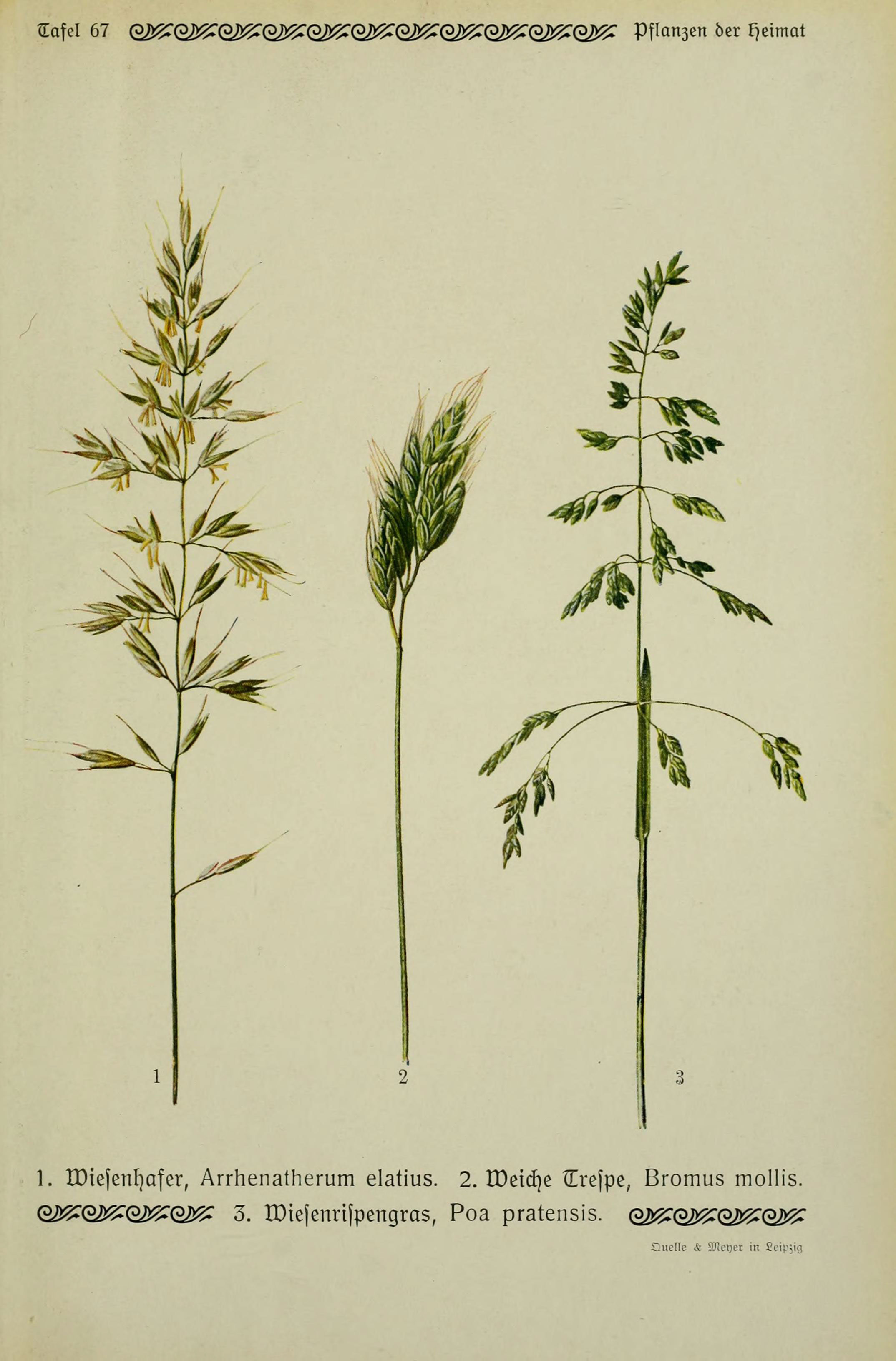
Illustration aus Jost Fitschen, O. Schmeil: Pflanzen der Heimat, 1913, Tafel 67 des Gewöhnlichen Glatthafers (Arrhenatherum elatius), der Weichen Trespe (Bromus hordeaceus) und des Wiesen-Rispengrases (Poa pratensis)

### Vegetative Merkmale
Es handelt sich um einjährige bis ausdauernde, krautige Pflanzen mit typischer grasartiger Gestalt. Die Leitbündel der Laubblätter sind kreisförmig angeordnet. Die Parenchymzellen sind zerstreut und ausgedehnt angeordnet. Das erste austreibende Blatt ist gefaltet.

### Generative Merkmale
In den rispigen, traubigen oder ährigen Gesamtblütenständen stehen ein- bis vielblütige Ährchen zusammen. Die Blüten sind zwittrig, selten sind sowohl fruchtbare als auch unfruchtbare Blüten (Cynosurus, Lamarckia) vorhanden. Die Deckspelzen sind gewöhnlich fünf- bei einigen Arten auch vielnervig, unbegrannt oder an der Spitze oder von der Rückseite abgehend begrannt. Die Schwellkörperchen (Lodiculae) sind dreieckig, häufig gelappt. Es sind gewöhnlich drei Staubblätter vorhanden, selten weniger. Die Griffel sind vom Grund an getrennt.

## Systematik und Verbreitung

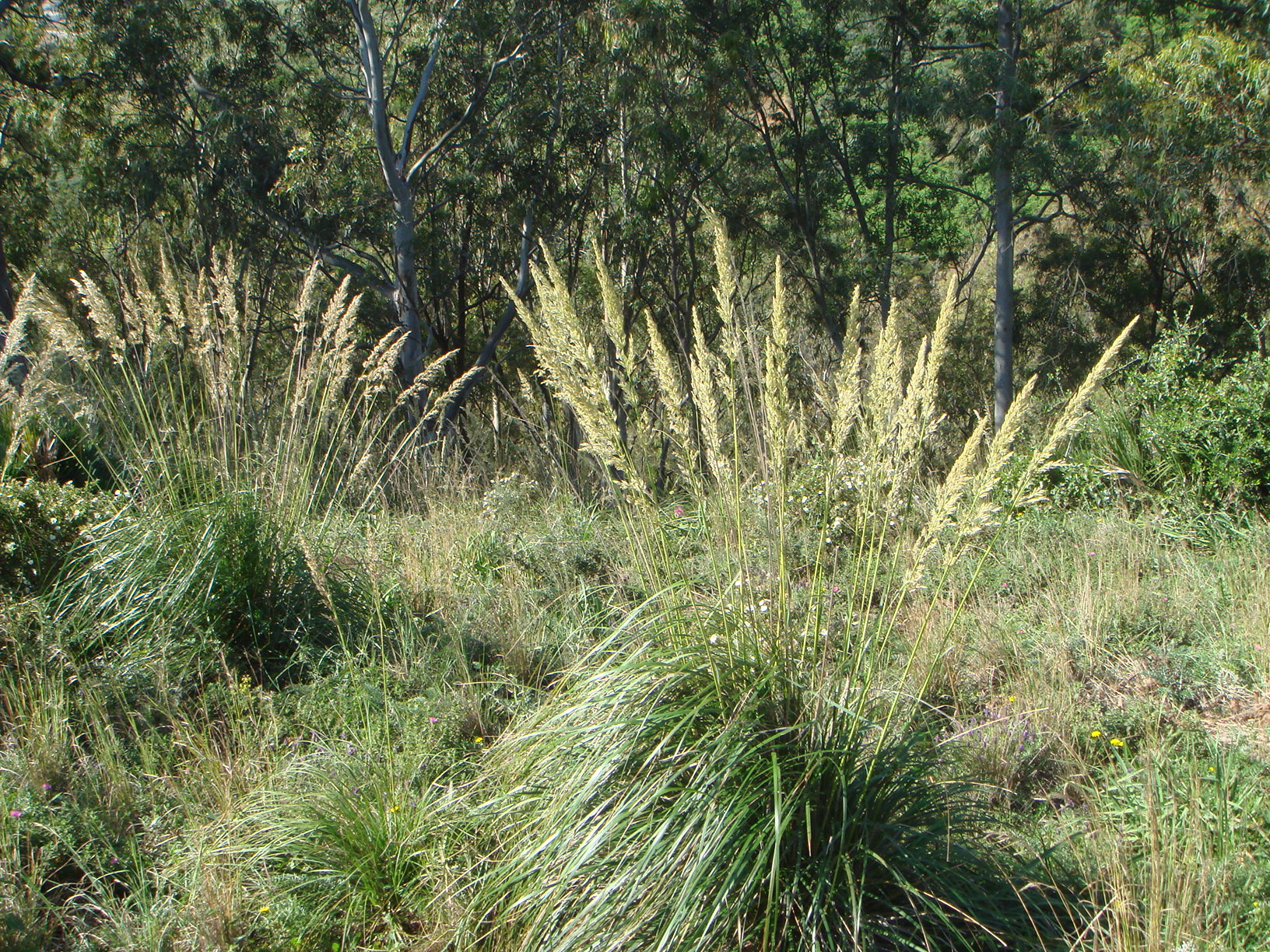
Tribus Ampelodesmeae: Habitus von Diss (Ampelodesmos mauritanicus)

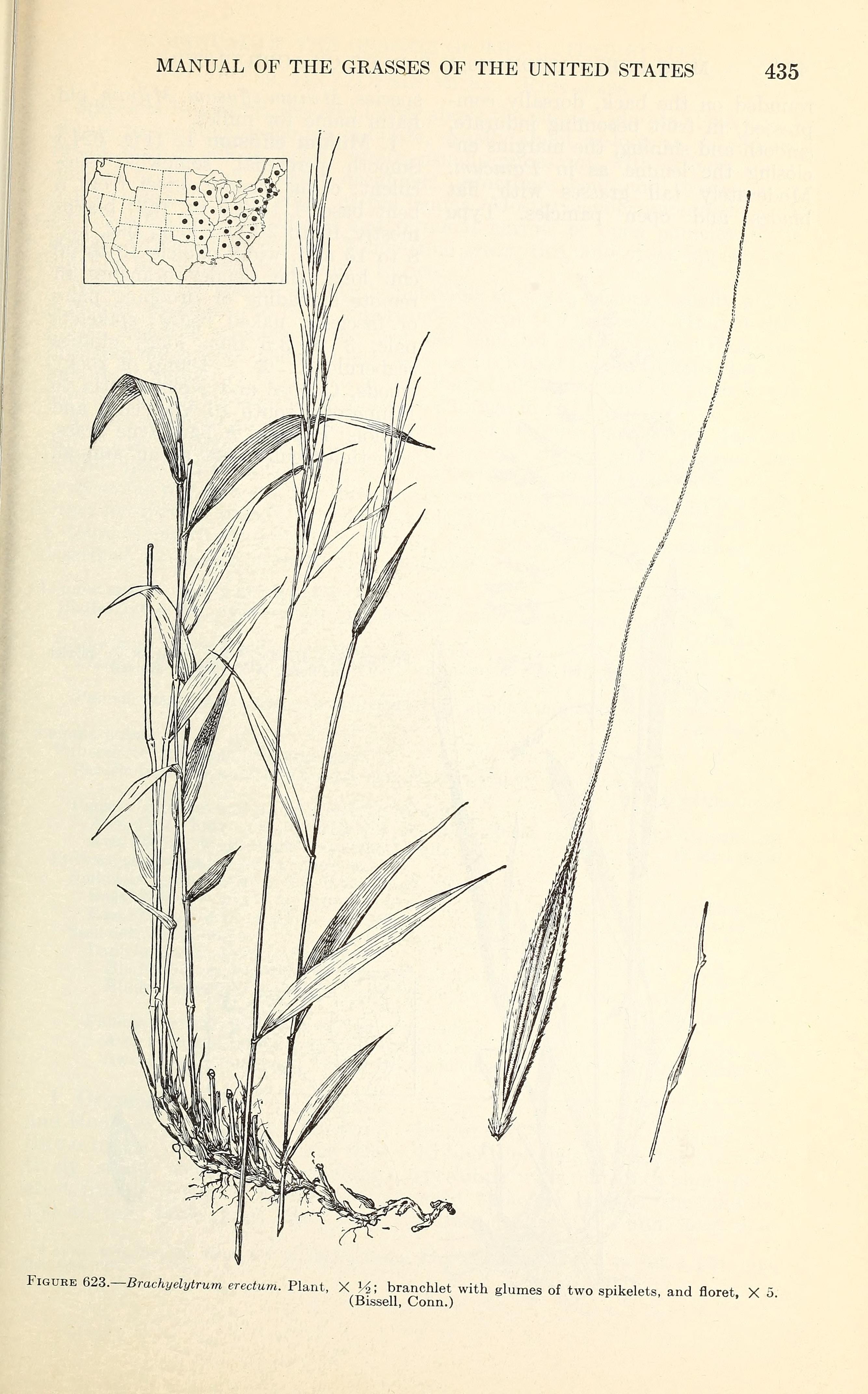
Tribus Brachyelytreae: Illustration aus Manual of the grasses of the United States, S. 435 von Brachyelytrum erectum

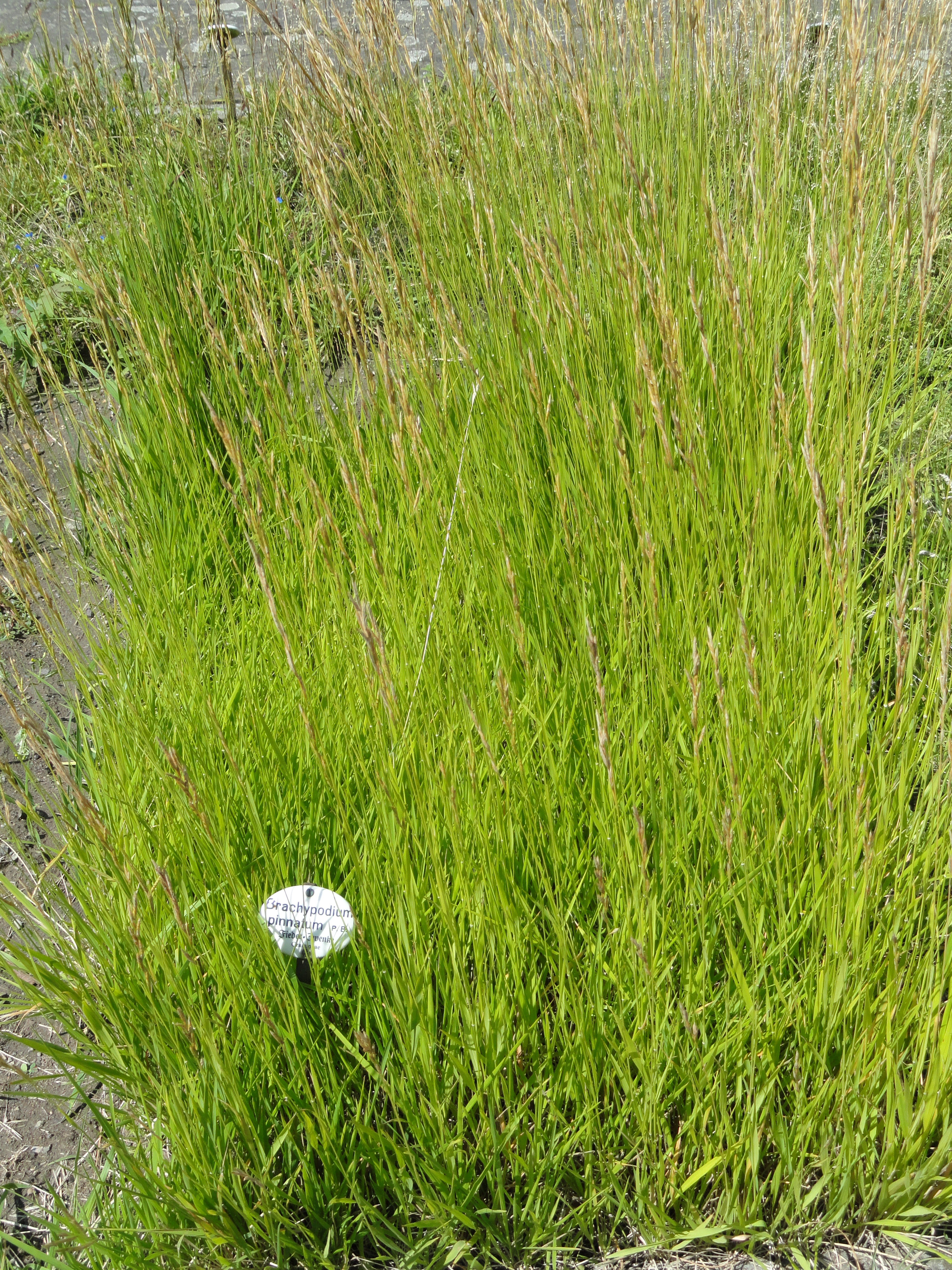
Tribus Brachypodieae: Habitus von Fieder-Zwenke (Brachypodium pinnatum)

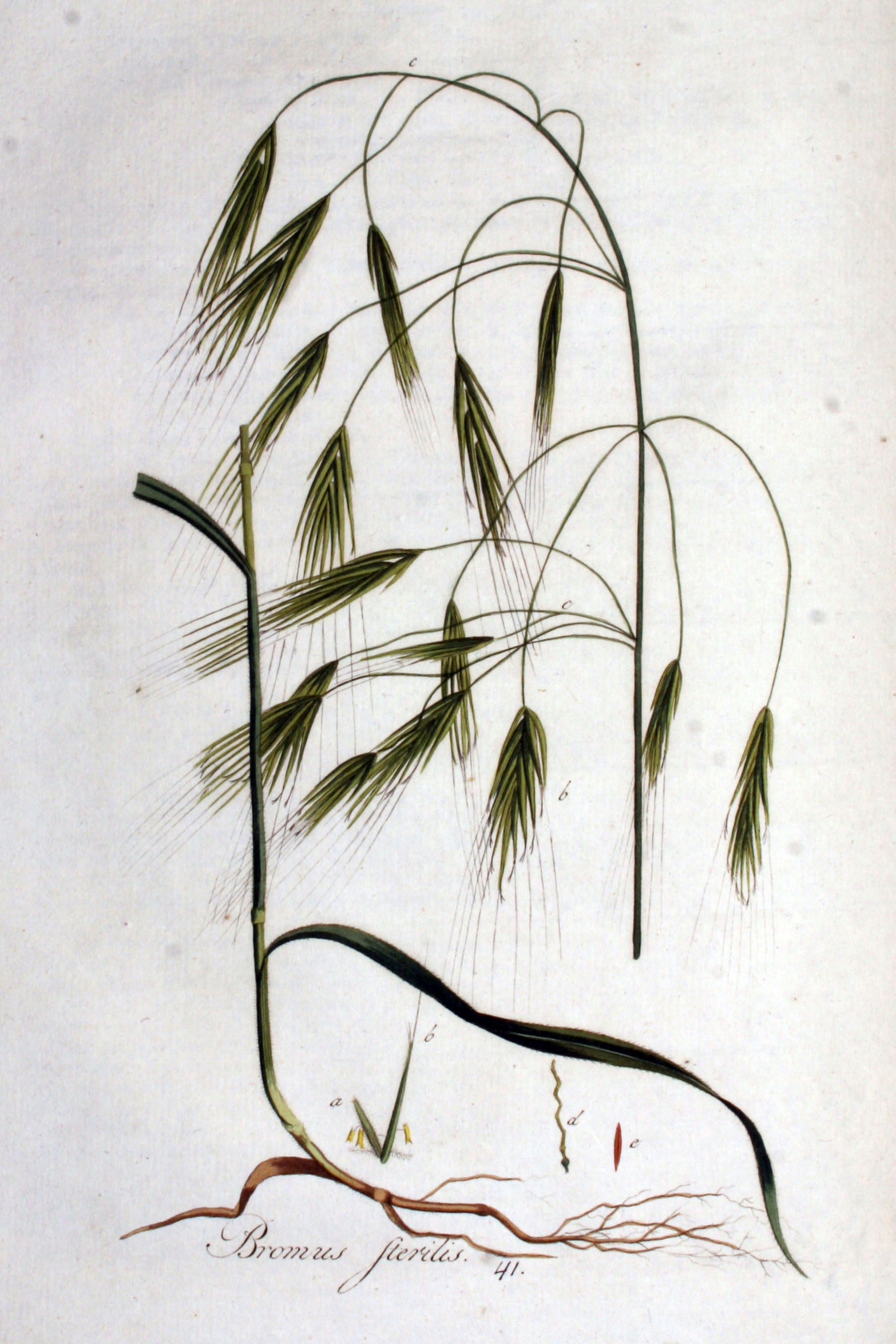
Tribus Bromeae: Illustration aus Flora Batava, Volume 1 der Tauben Trespe (Bromus sterilis)

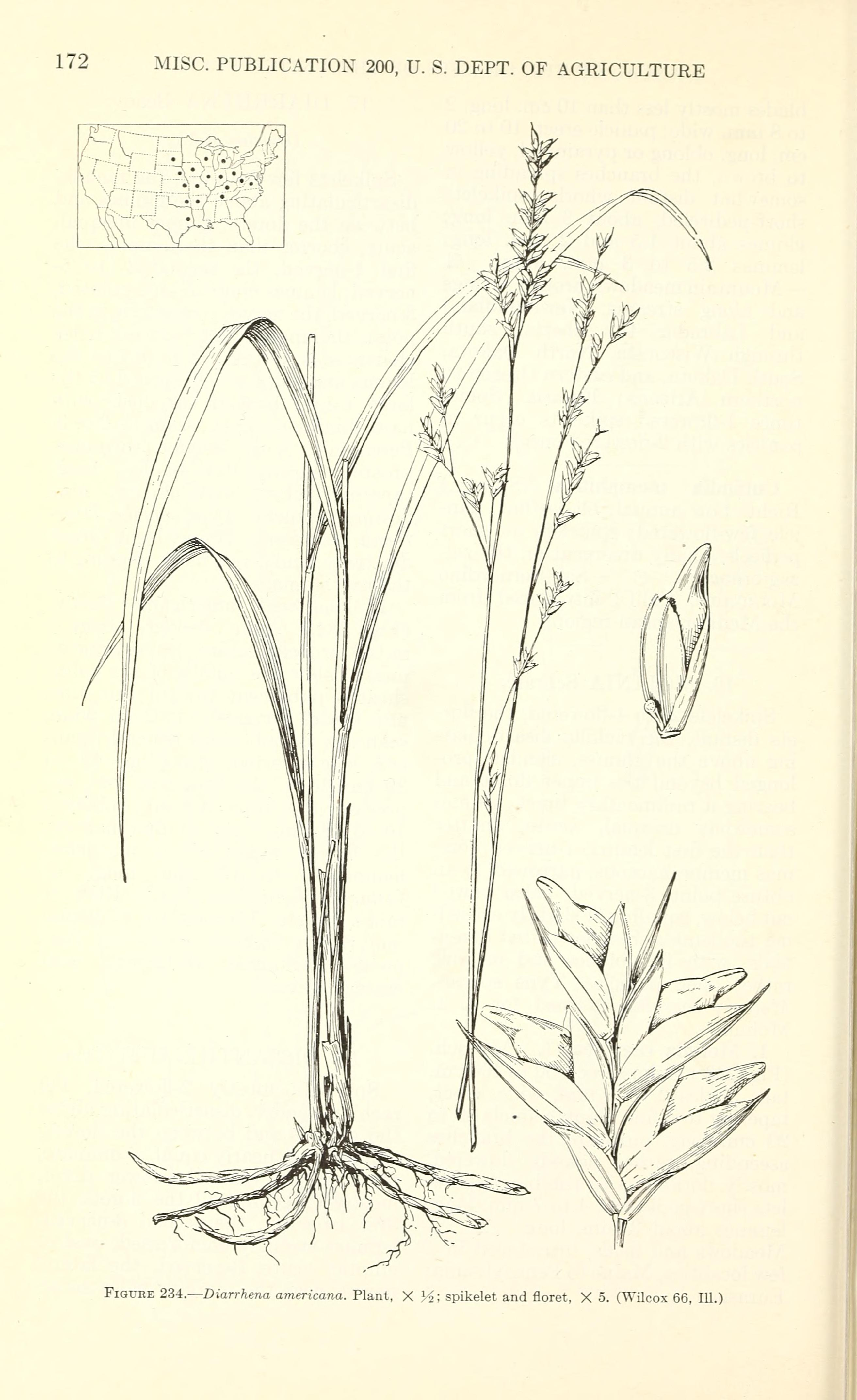
Tribus Diarrheneae: Illustration aus Manual of the grasses of the United States, S. 172 von Diarrhena americana

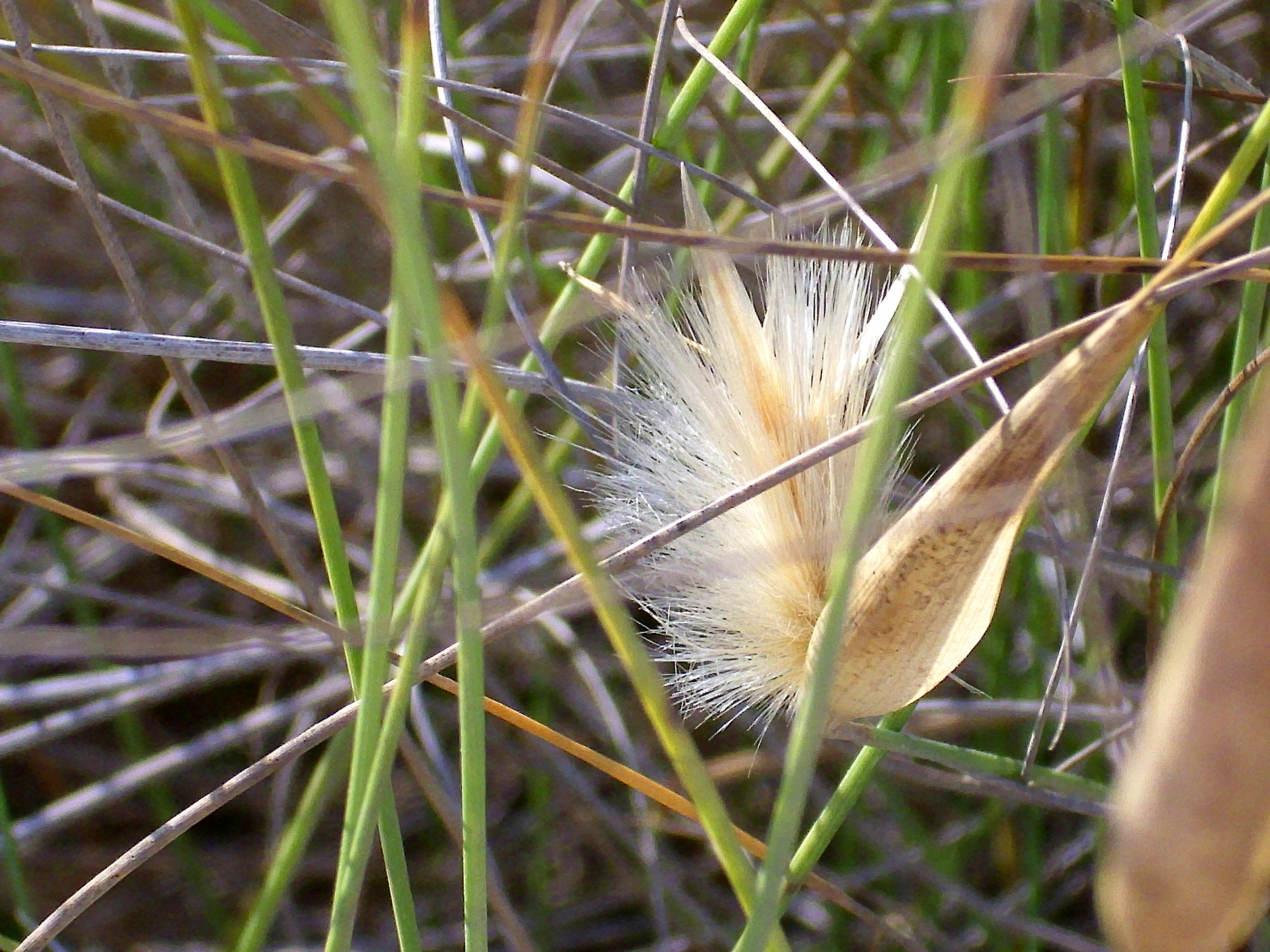
Tribus Lygeeae: Espartogras (Lygeum spartum)

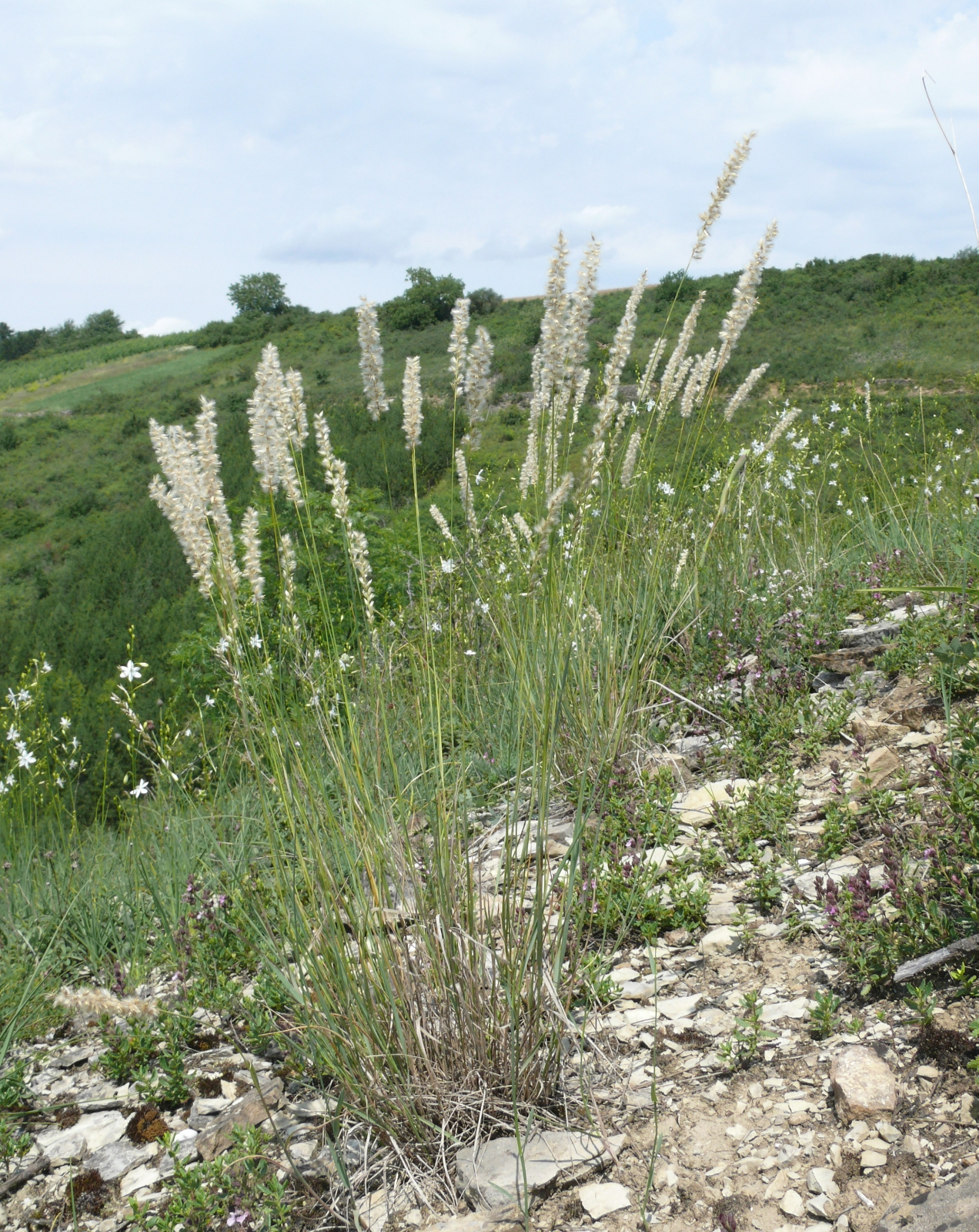
Tribus Meliceae: Wimper-Perlgras (Melica ciliata)

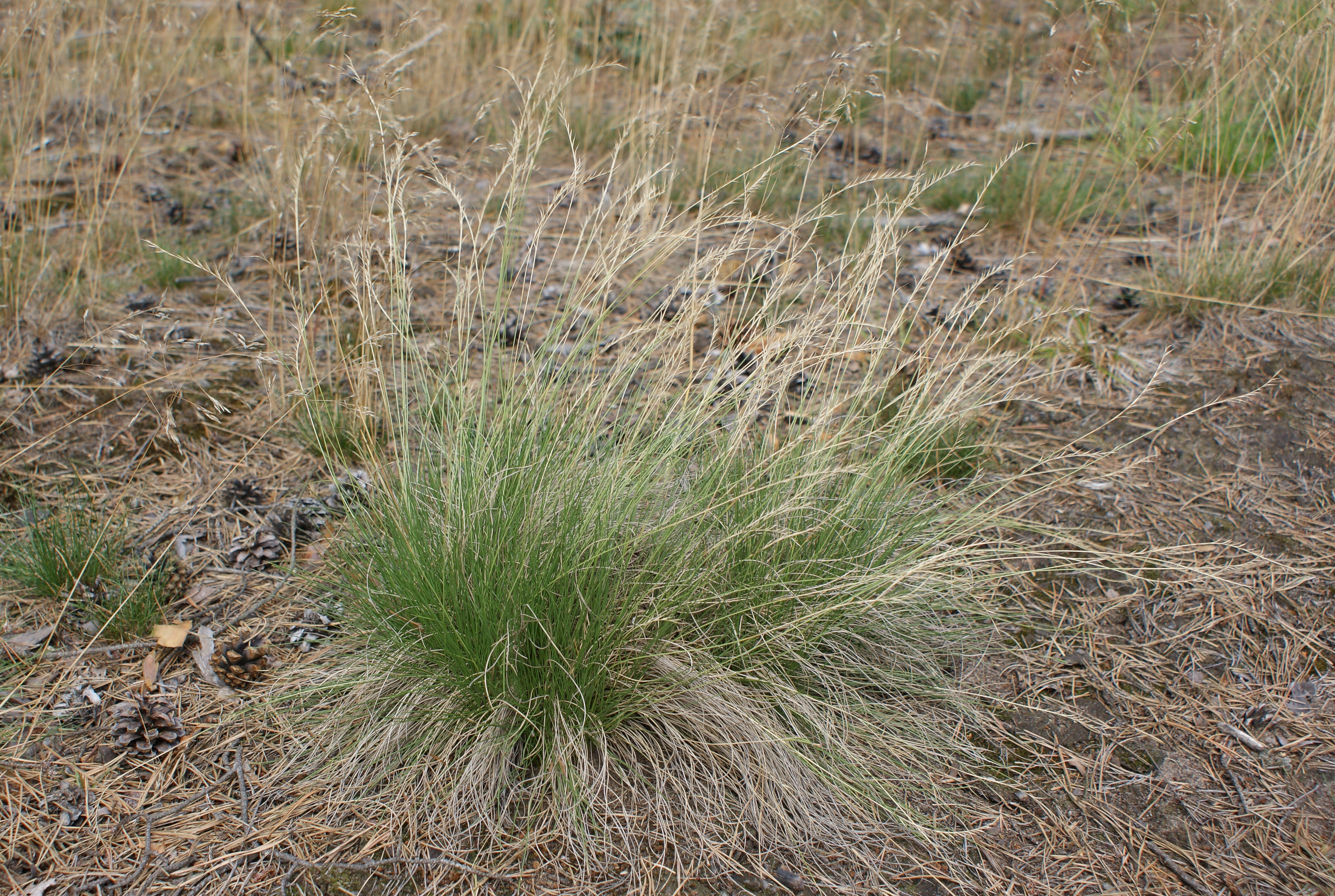
Tribus Nardeae: Borstgras (Nardus stricta)

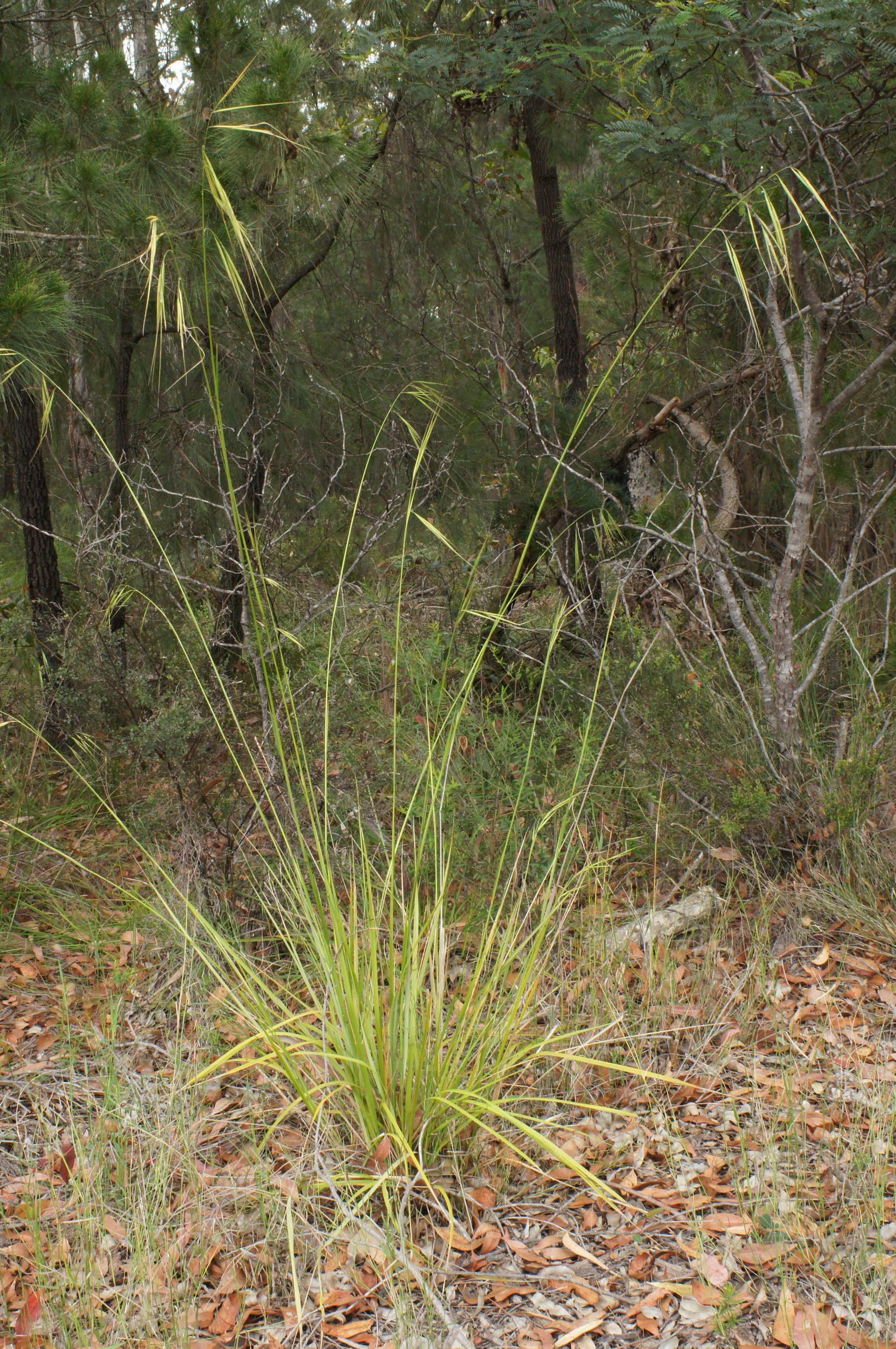
Tribus Phaenospermateae: Anisopogon avenacea

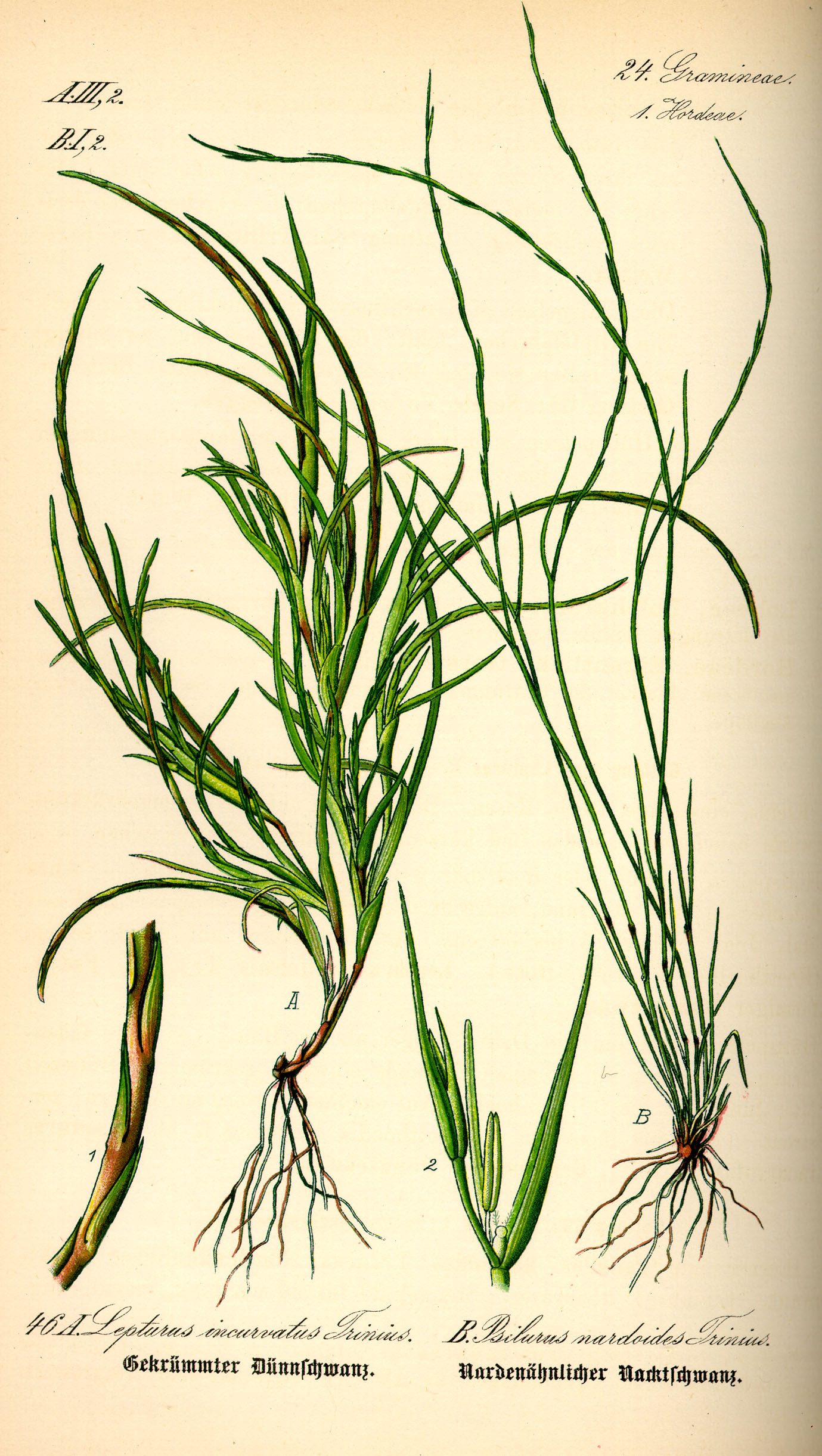
Tribus Poeae: Illustration vom Gekrümmten Dünnschwanz (Parapholis strigosa), links und Borstenschwanzgras (Psilurus incurvus, Syn.: Festuca incurva), rechts

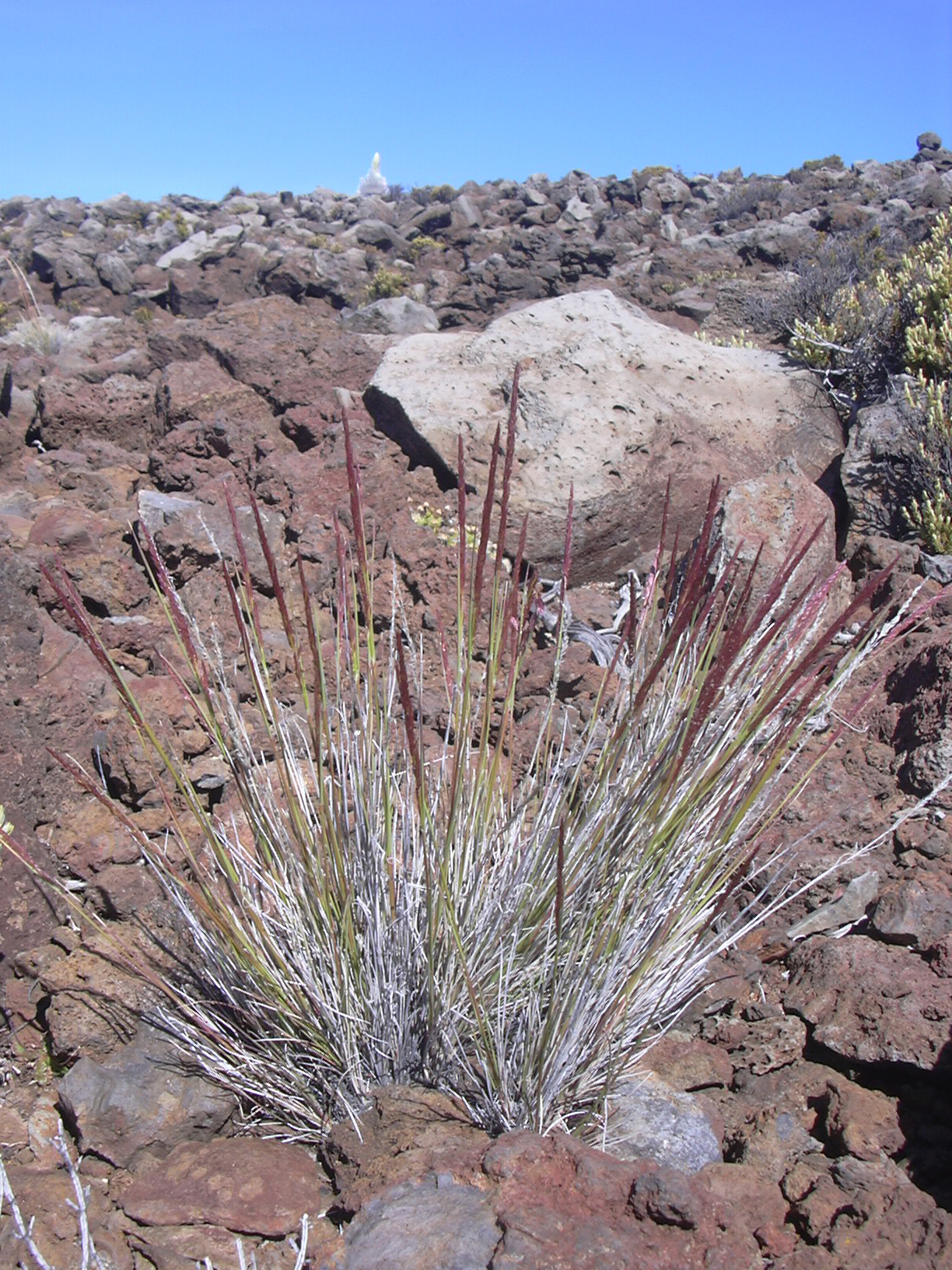
Tribus Poeae Subtribus Agrostidinae: Agrostis sandwicensis

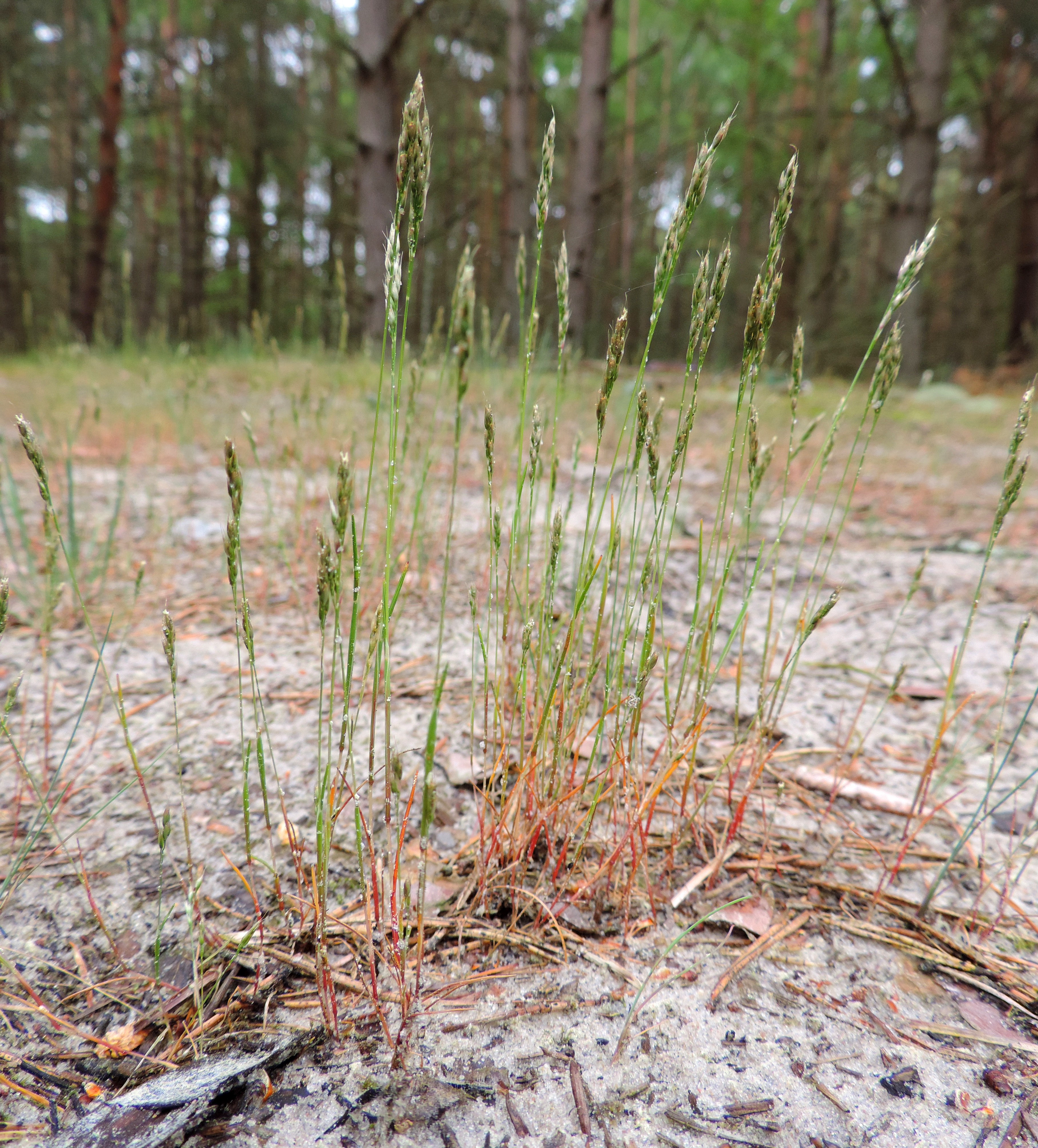
Tribus Poeae Subtribus Airinae: Aira praecox

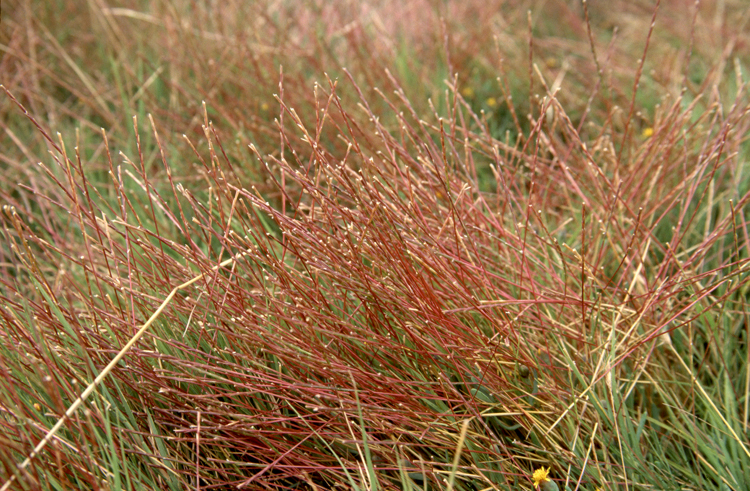
Tribus Poeae Subtribus Ammochloinae: Parapholis strigosa

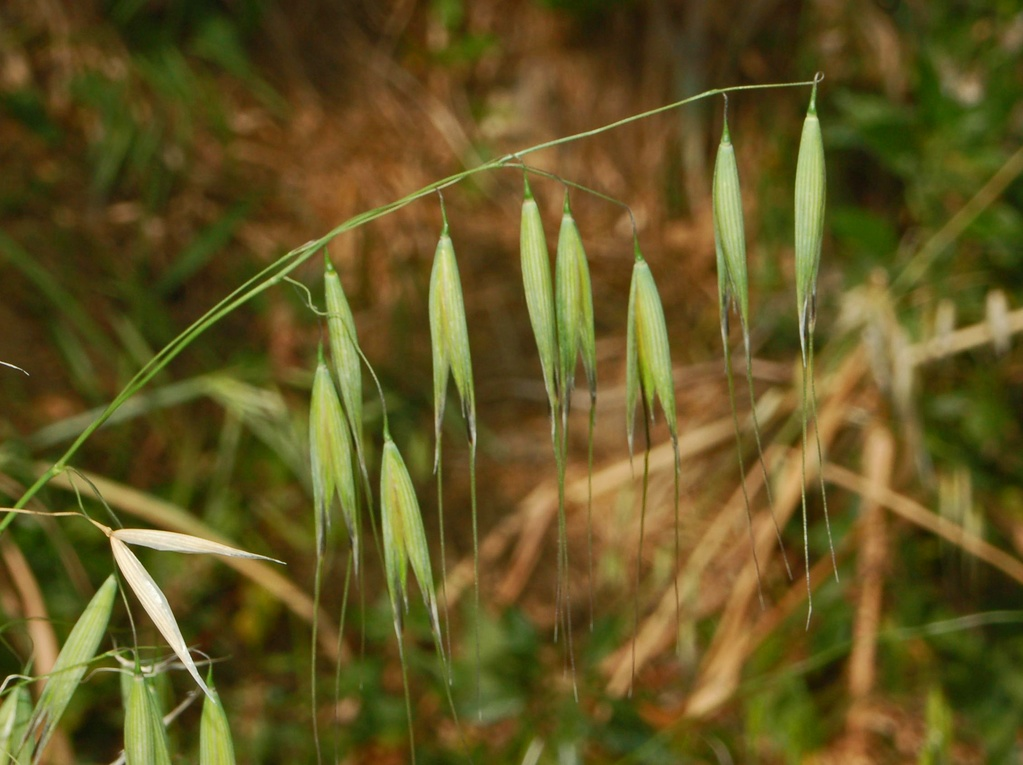
Tribus Poeae Subtribus Aveninae: Blütenstand von Avena barbata

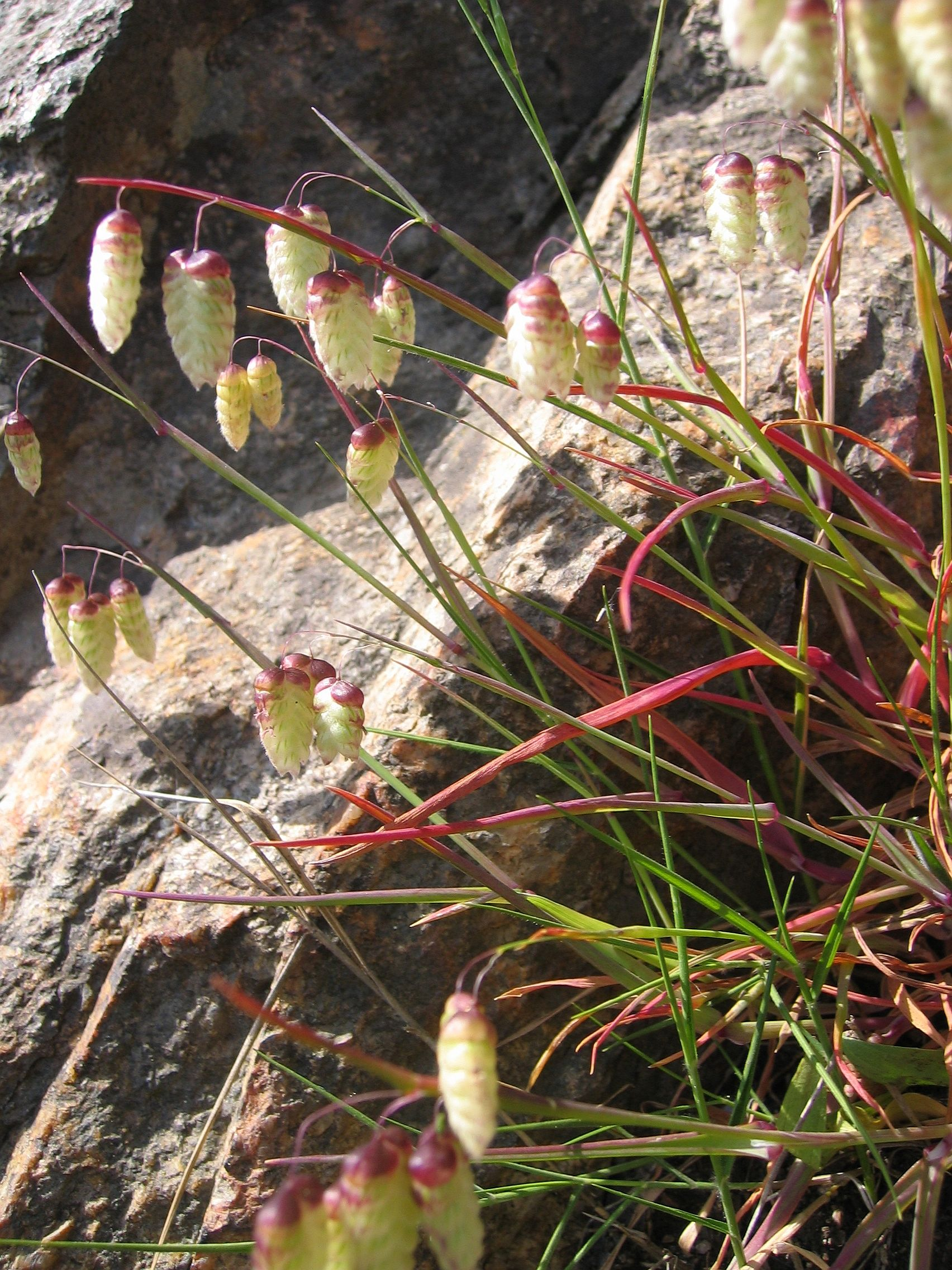
Tribus Poeae Subtribus Brizinae: Großes Zittergras (Briza maxima)

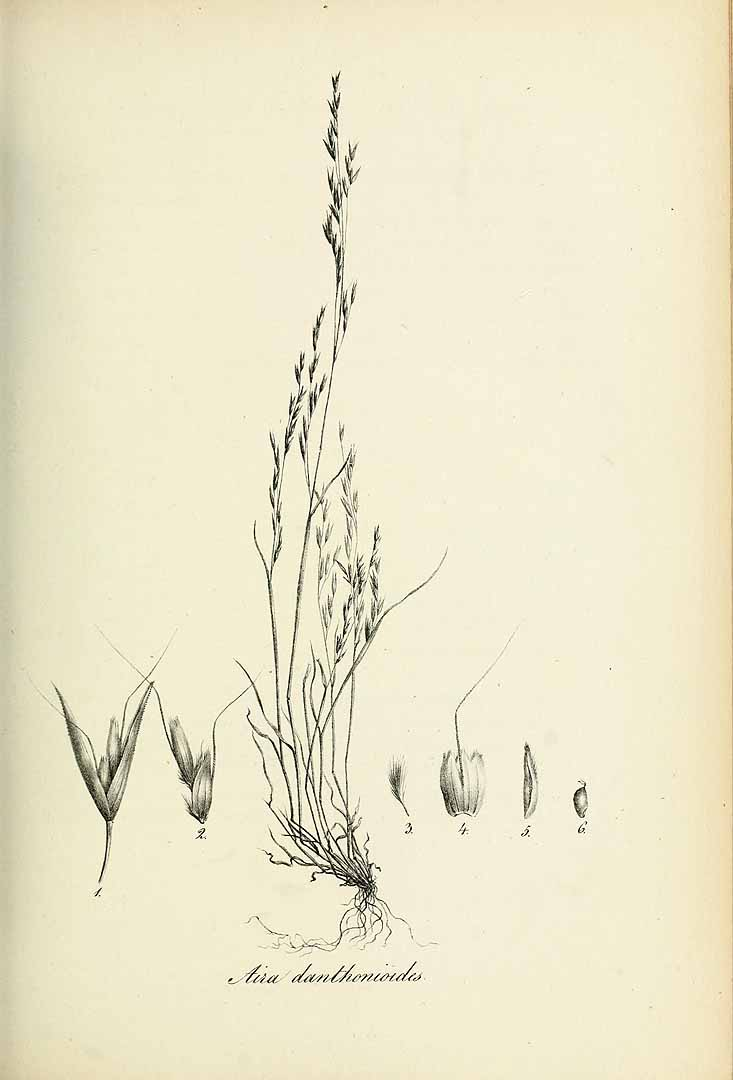
Tribus Poeae Subtribus Aristaveninae: Illustration aus Species graminum, Volume 3 von Deschampsia danthonioides

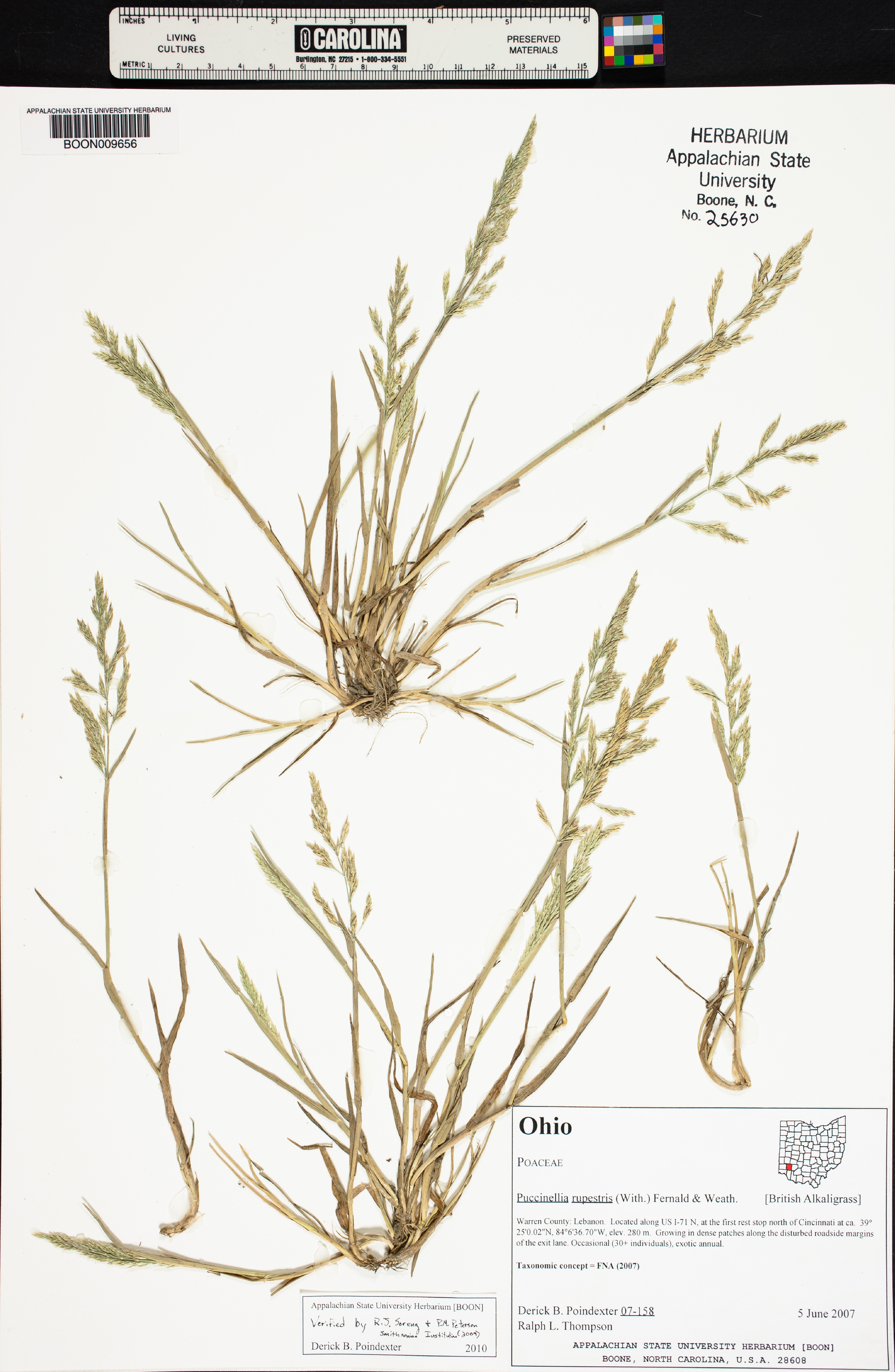
Tribus Poeae Subtribus Coleanthinae: Scan eines Herbarbeleges von Puccinellia rupestris

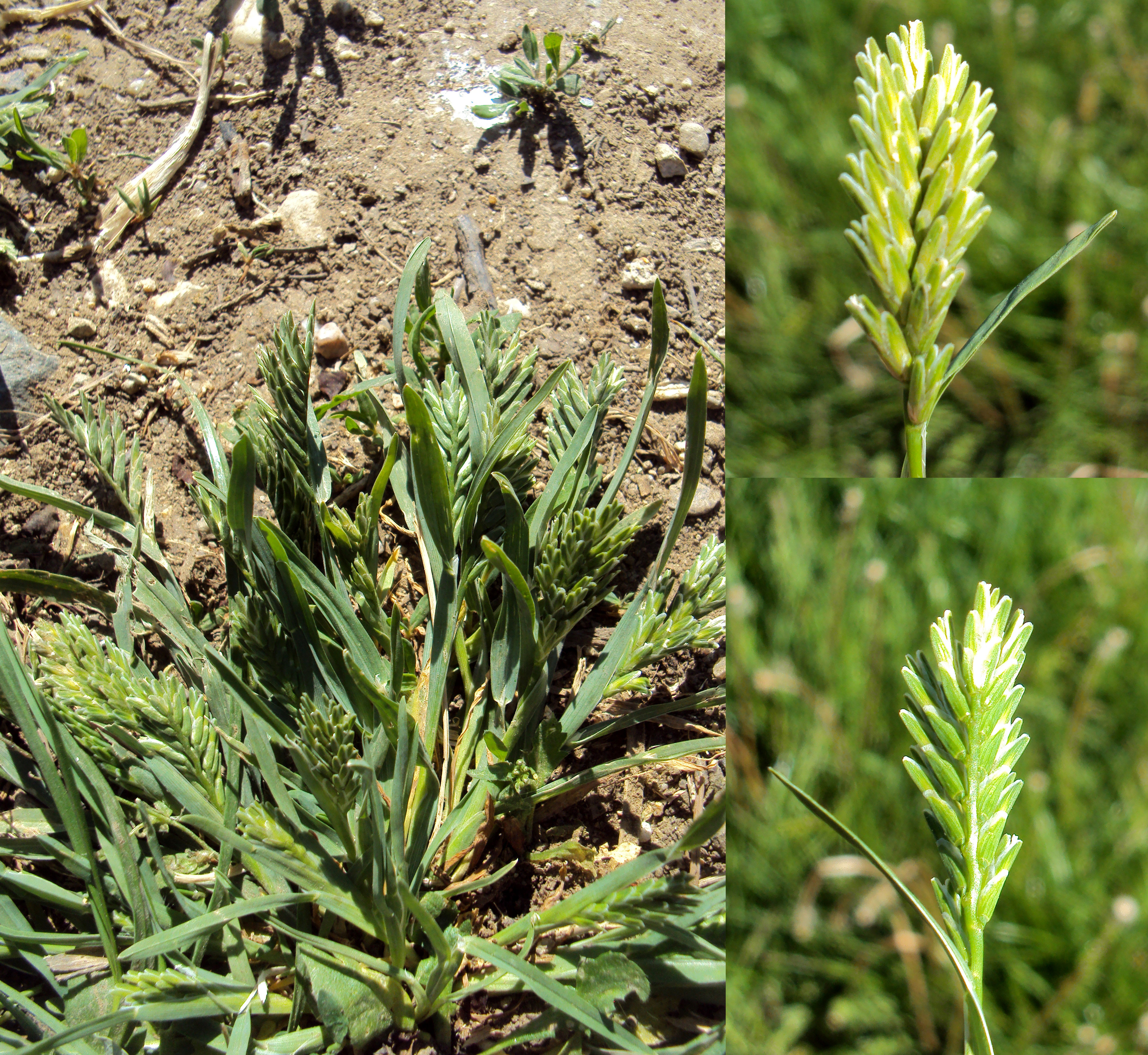
Tribus Poeae Subtribus Coleanthinae: Hartgras (Sclerochloa dura)

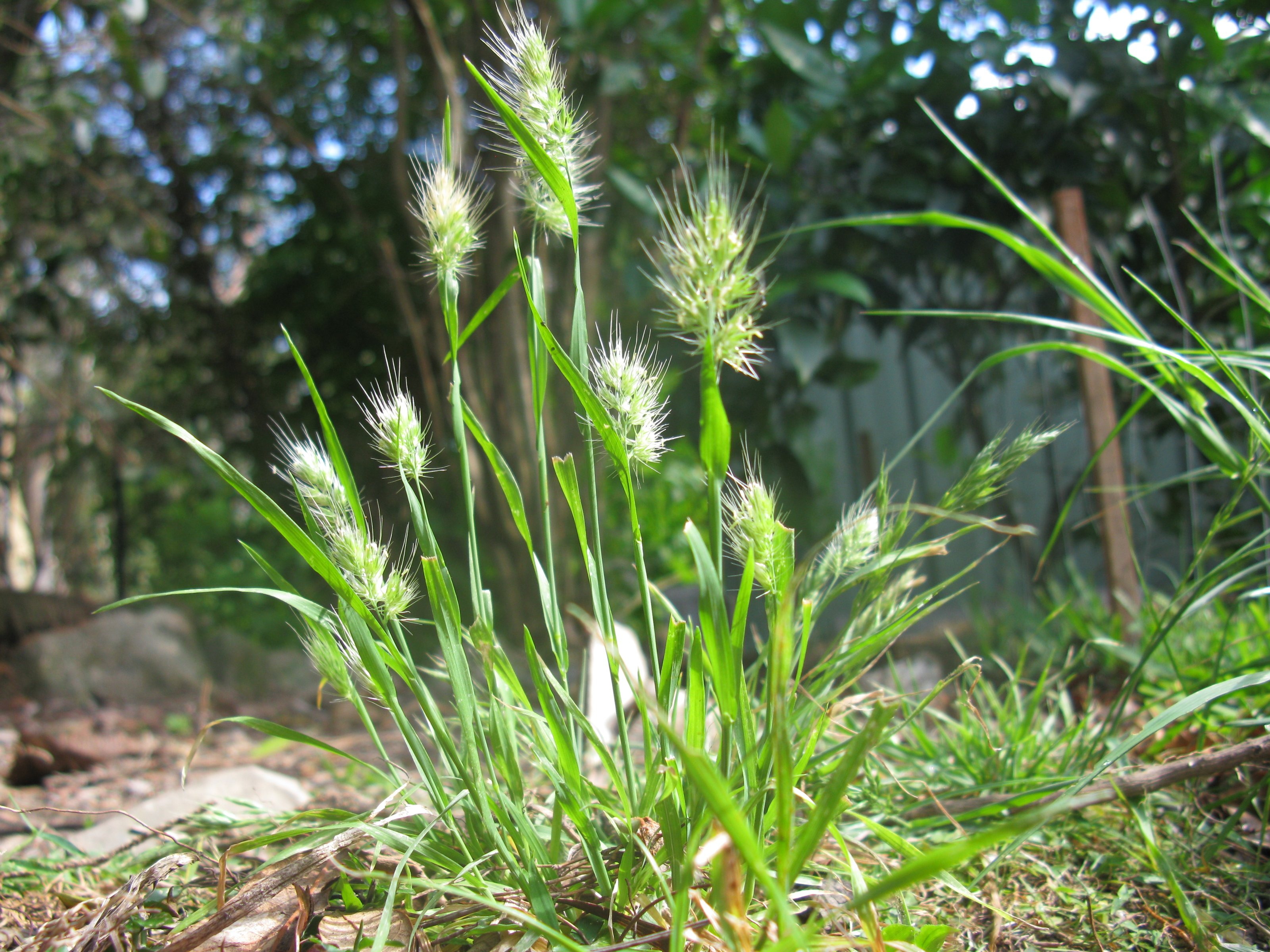
Tribus Poeae Subtribus Cynosurinae: Grannen-Kammgras (Cynosurus echinatus)

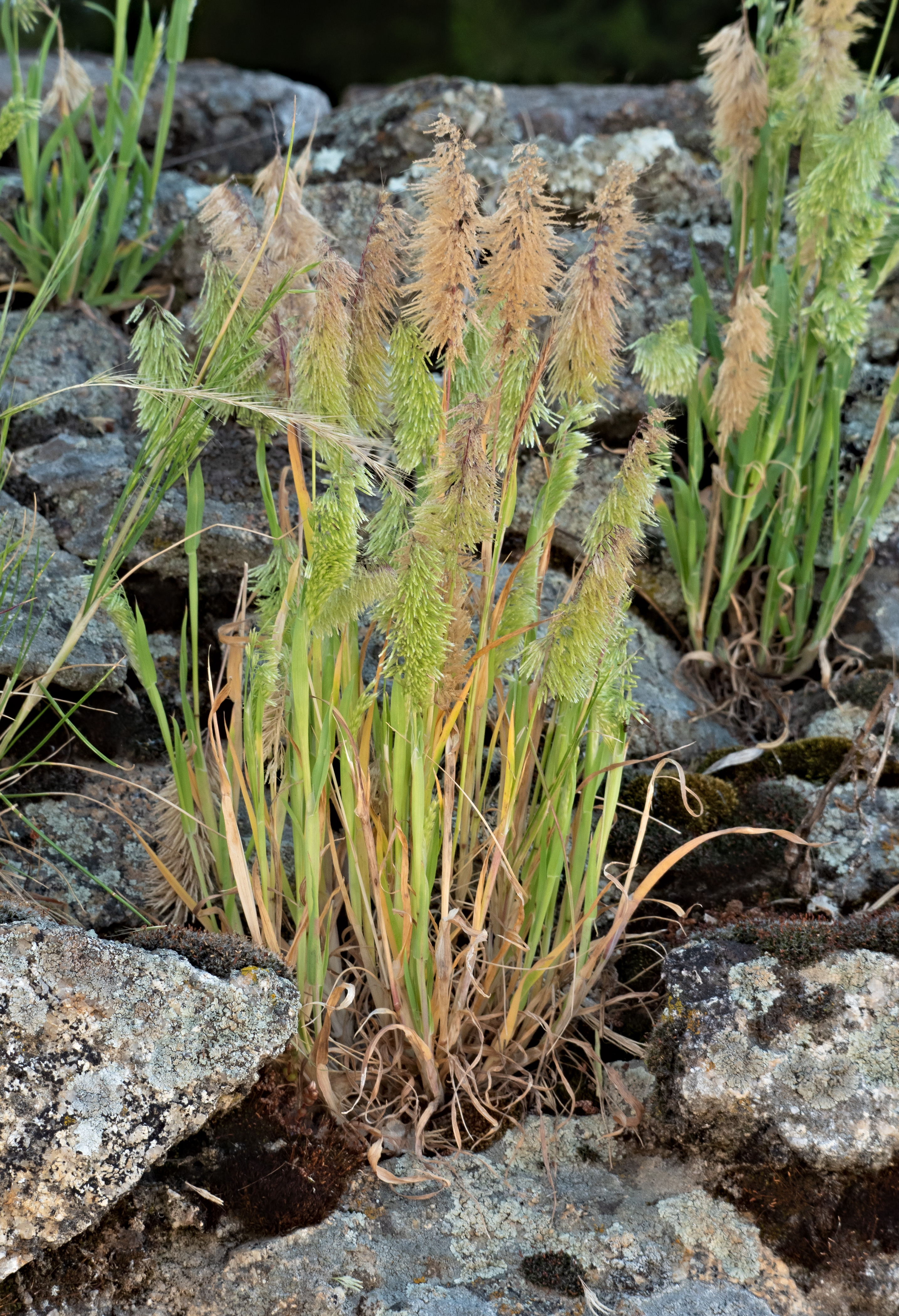
Tribus Poeae Subtribus Dactylidinae: Goldgras (Lamarckia aurea)

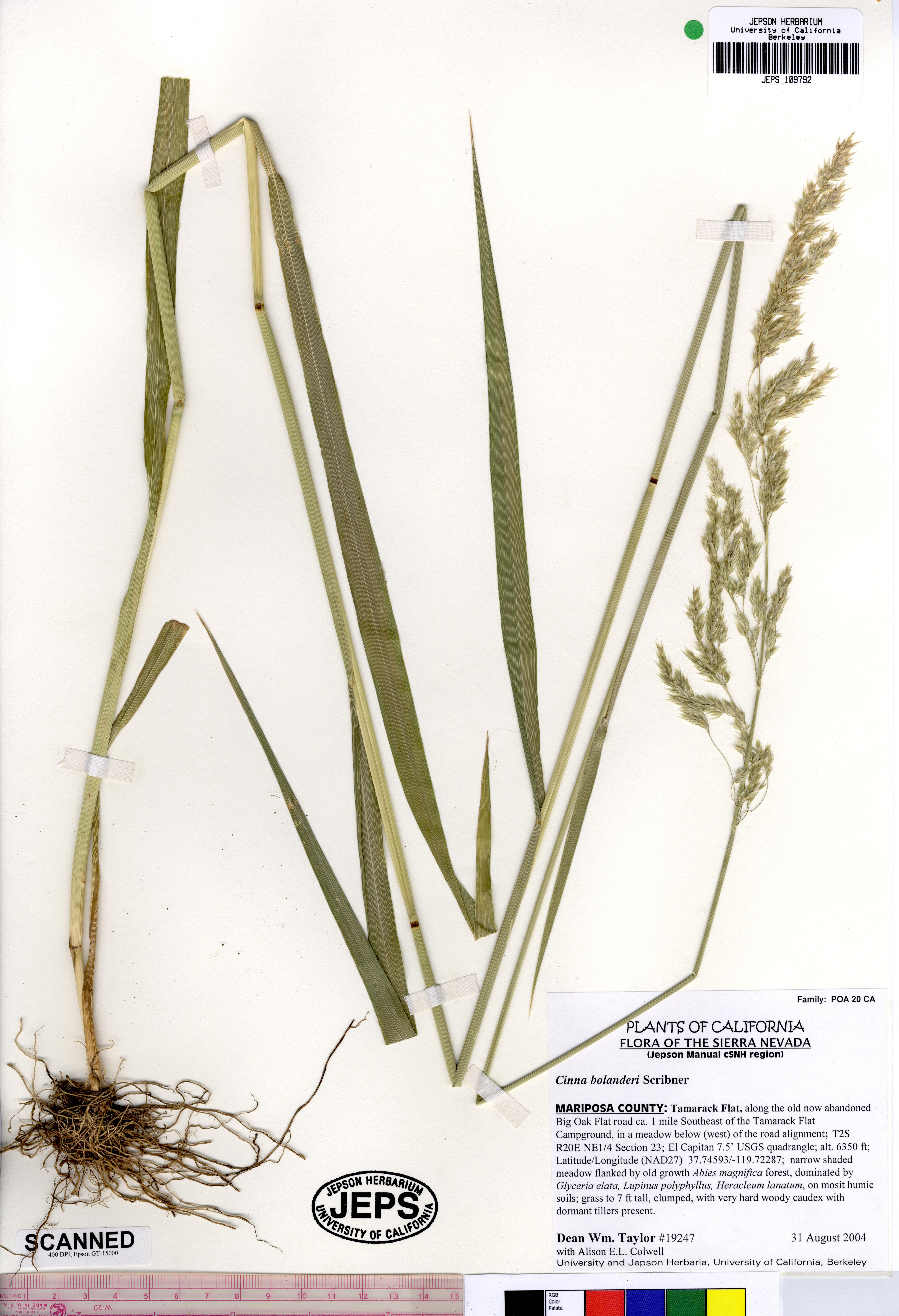
Tribus Poeae Subtribus Poinae: Scan eines Herbarbeleges aus dem Jepson Herbarium von Cinna bolanderi

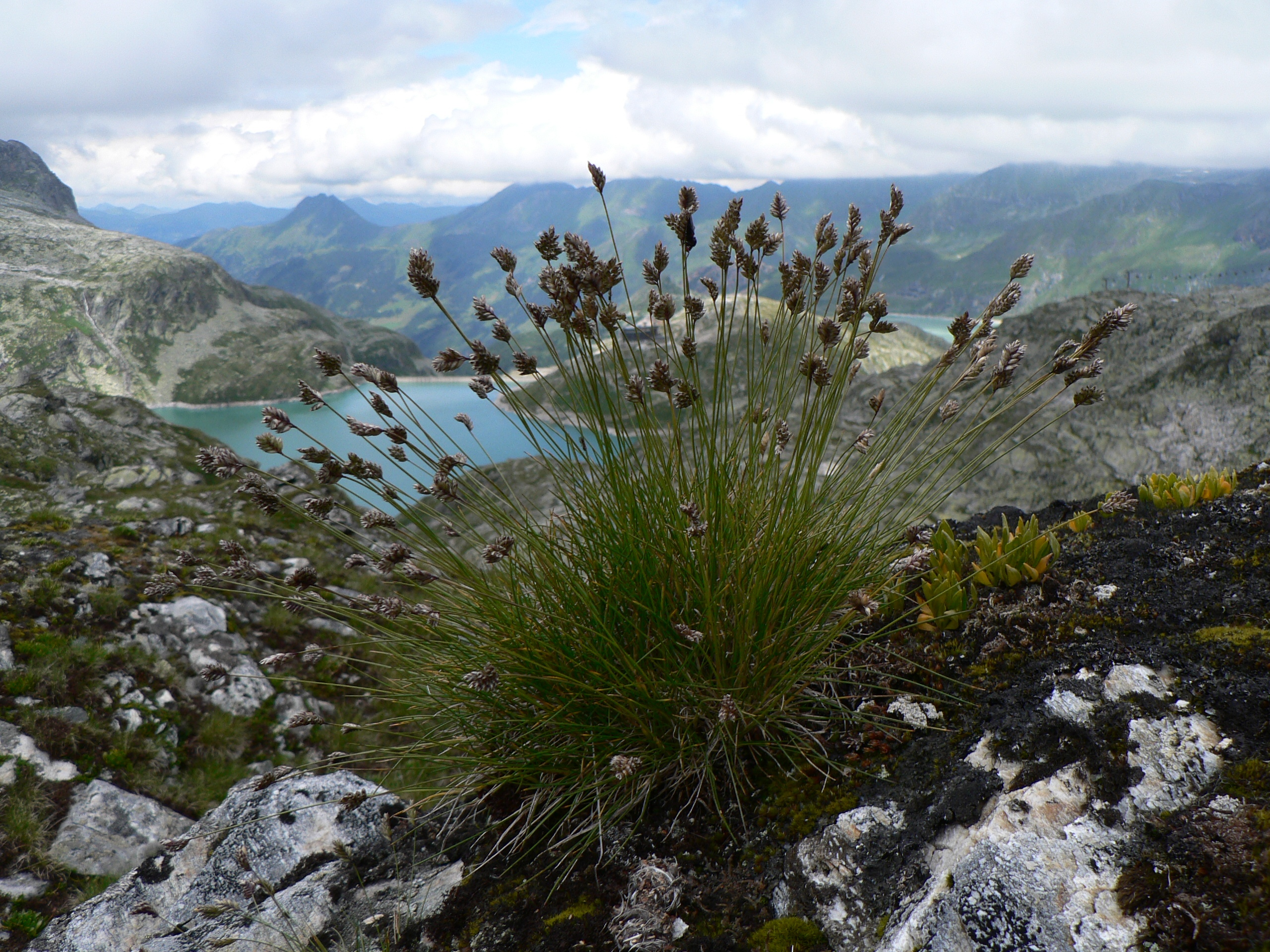
Tribus Poeae Subtribus Sesleriinae: Zweizeiliges Blaugras (Oreochloa disticha)

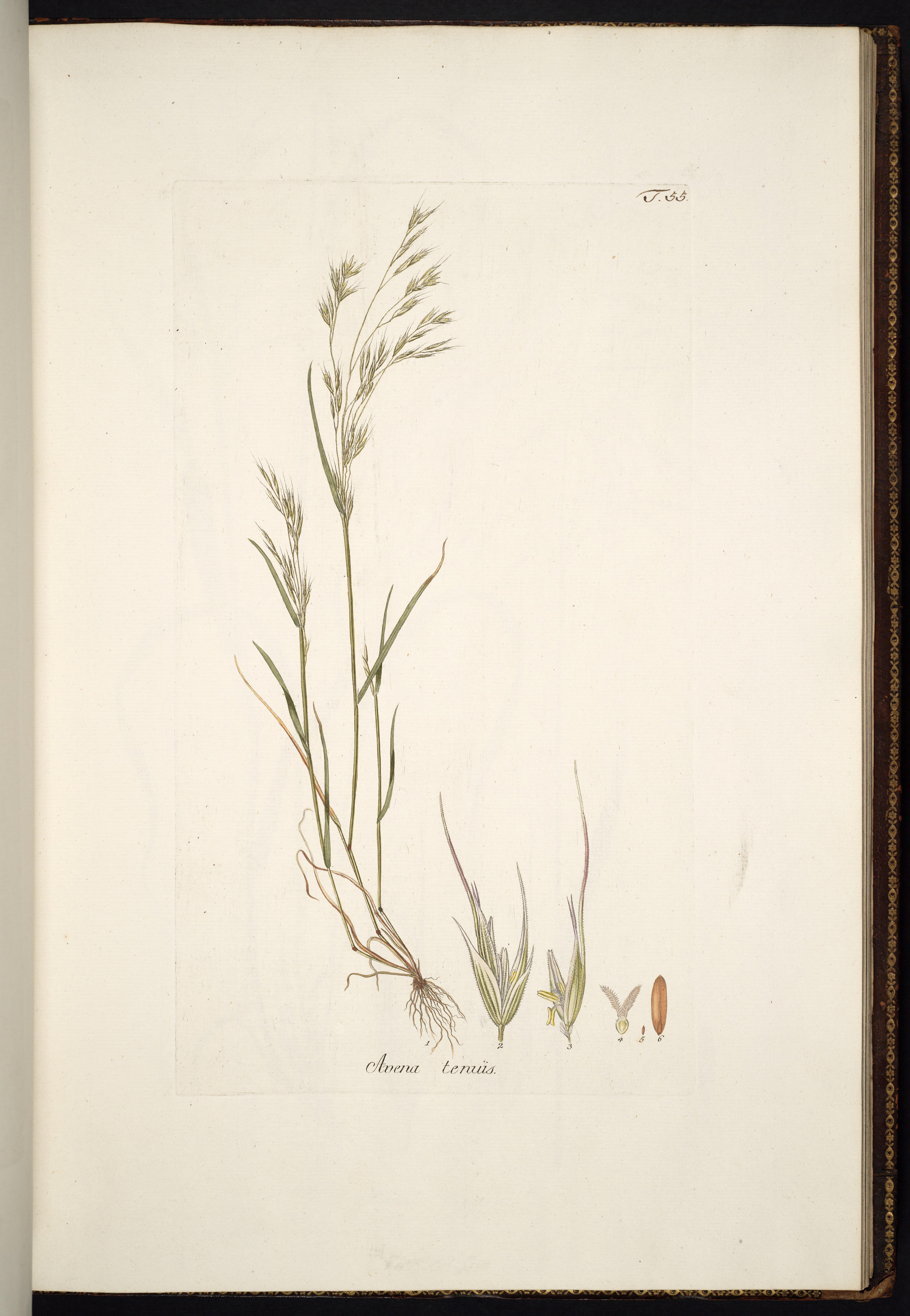
Tribus Poeae Subtribus Ventenatinae: Illustration von Ventenata dubia

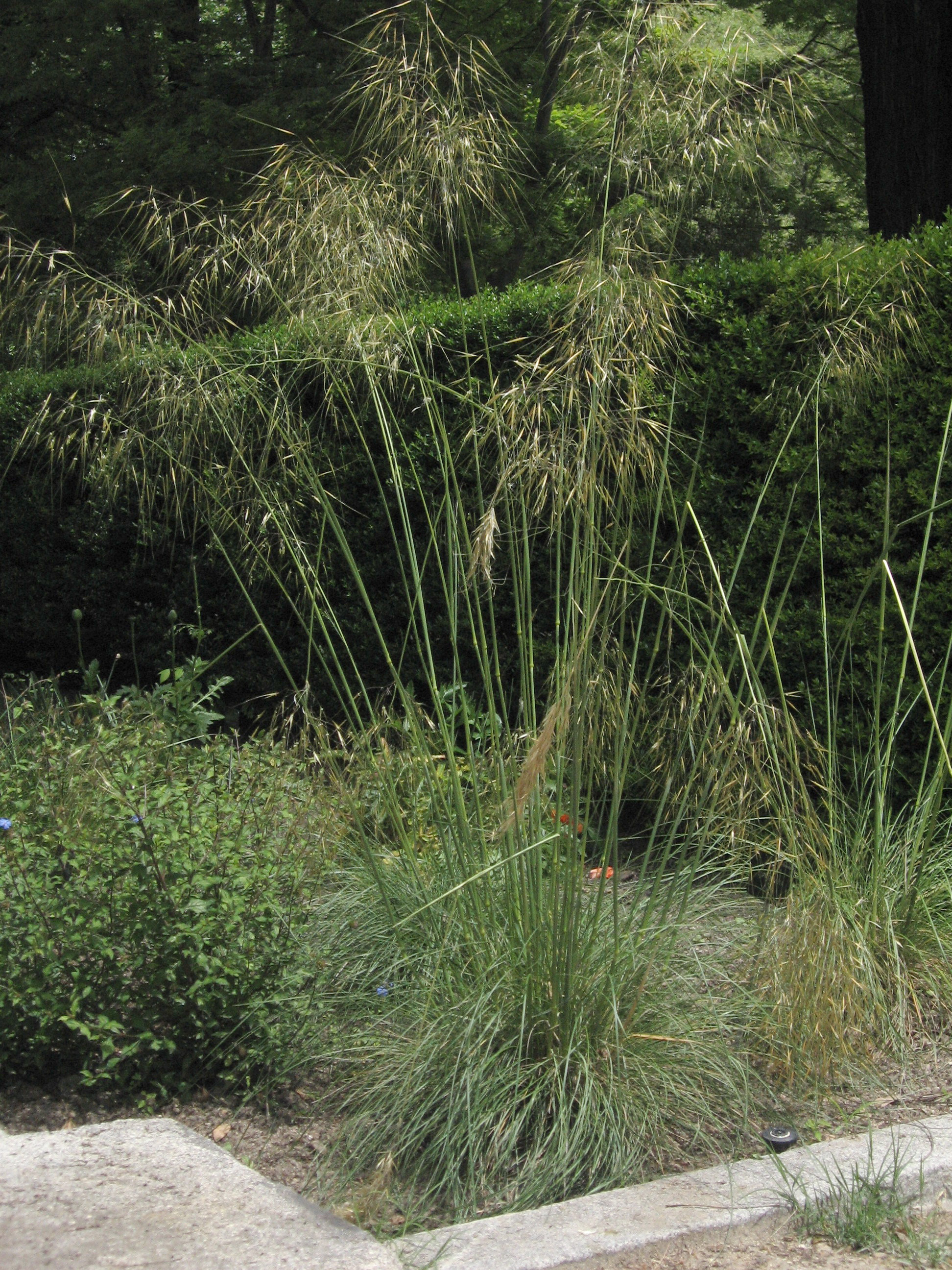
Tribus Stipeae: Celtica gigantea

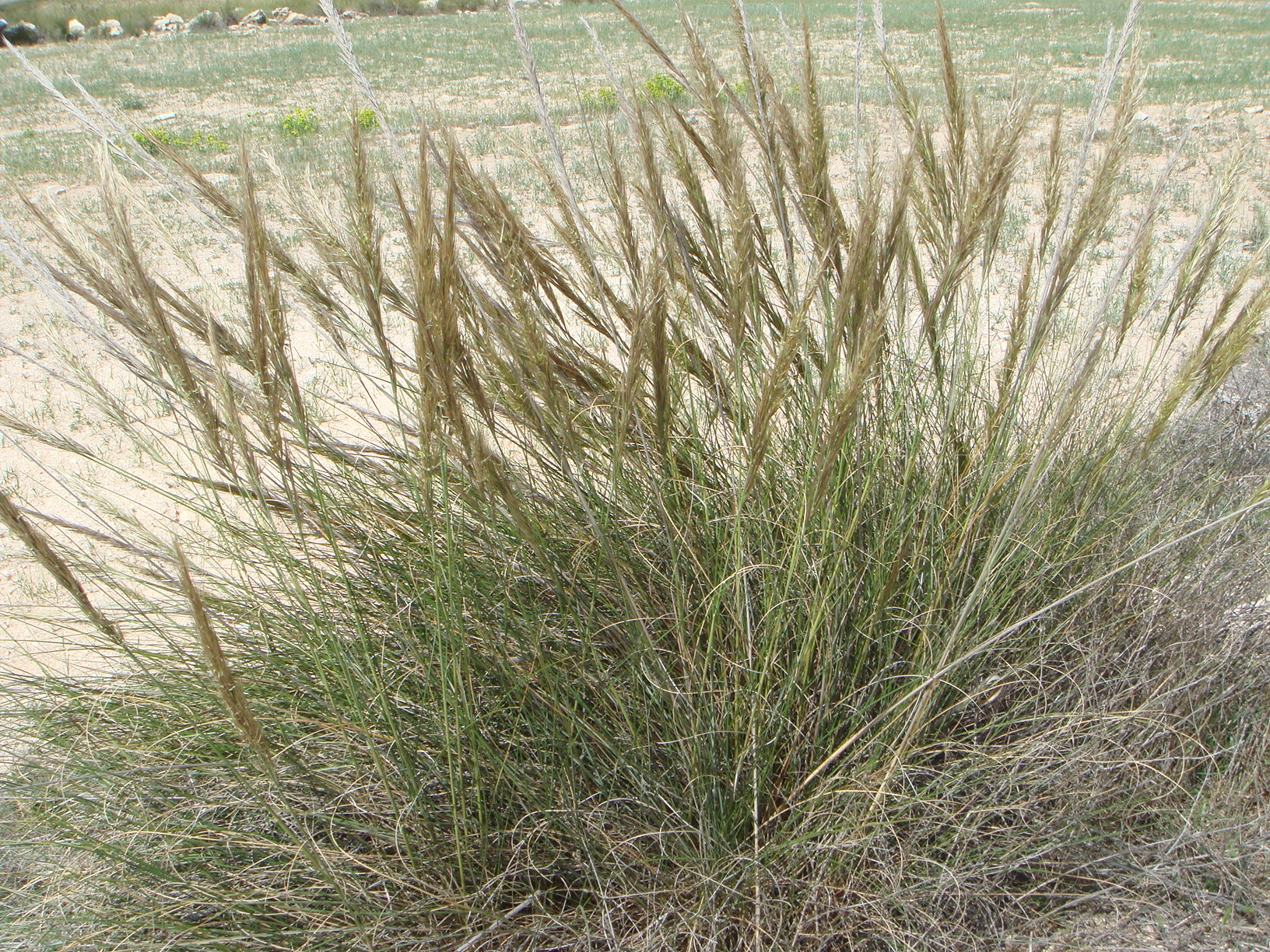
Tribus Stipeae: Halfagras (Macrochloa tenacissima)

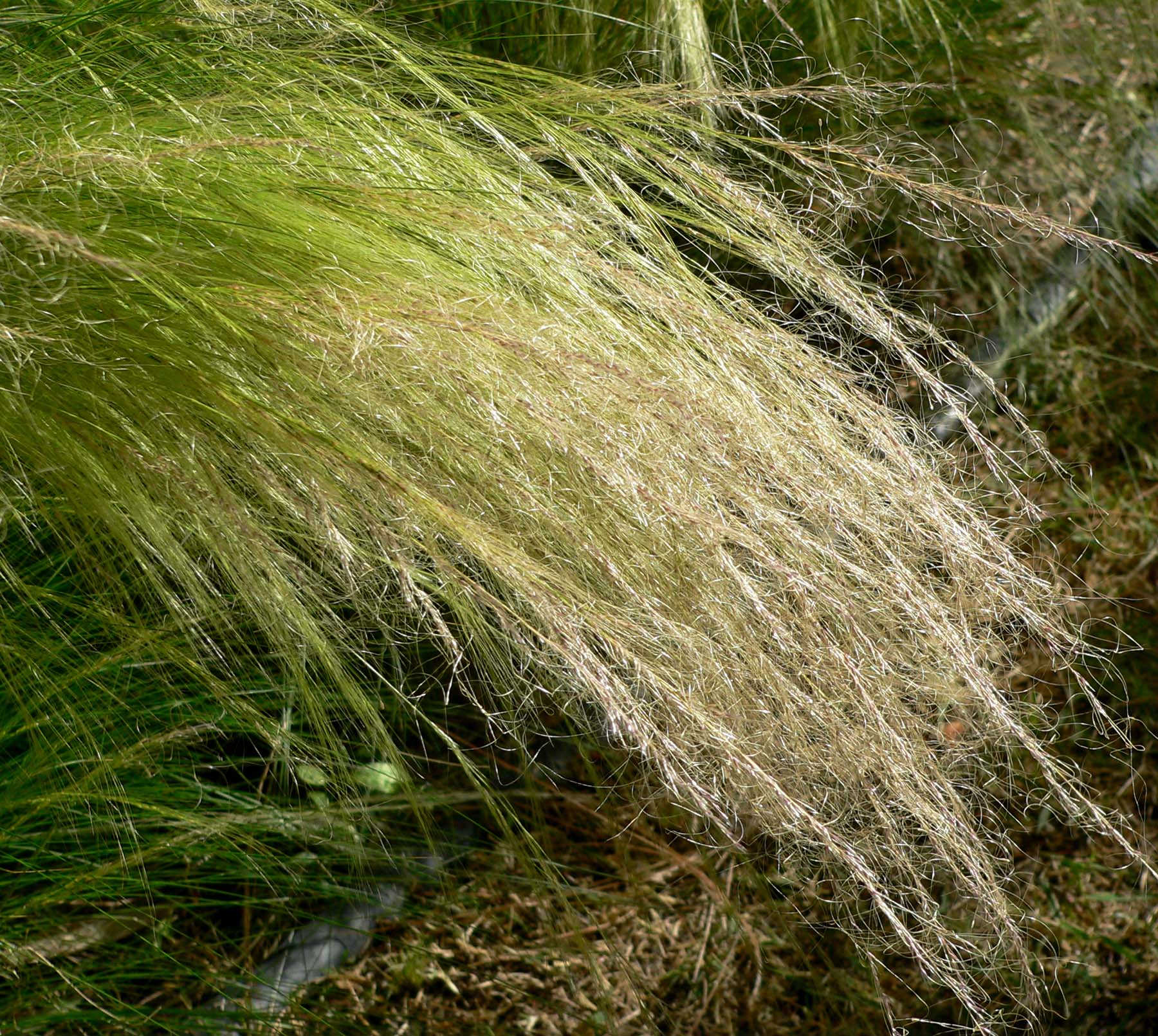
Tribus Stipeae: Nassella tenuissima

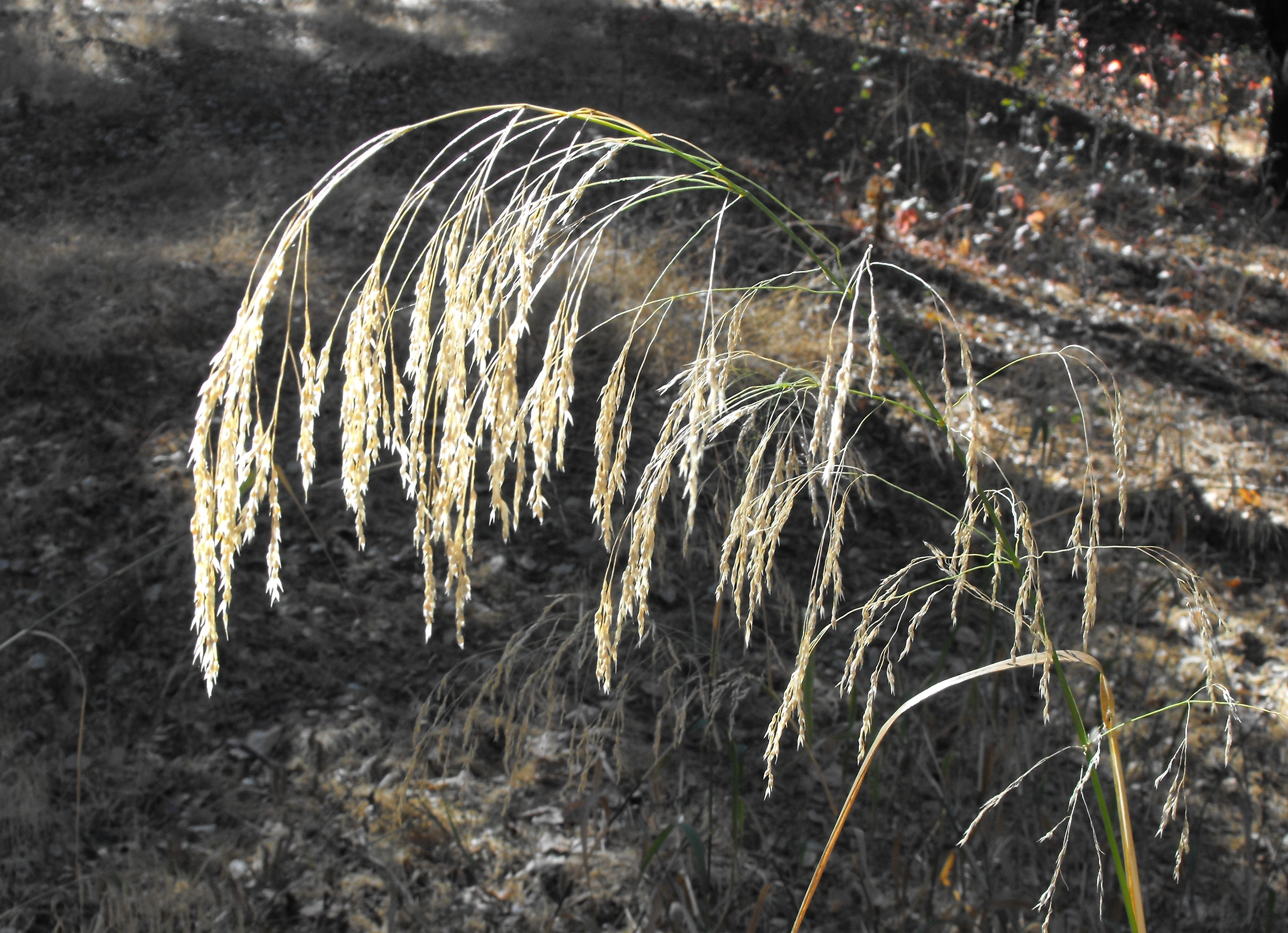
Tribus Stipeae: Gewöhnlicher Grannenreis (Piptatherum miliaceum)

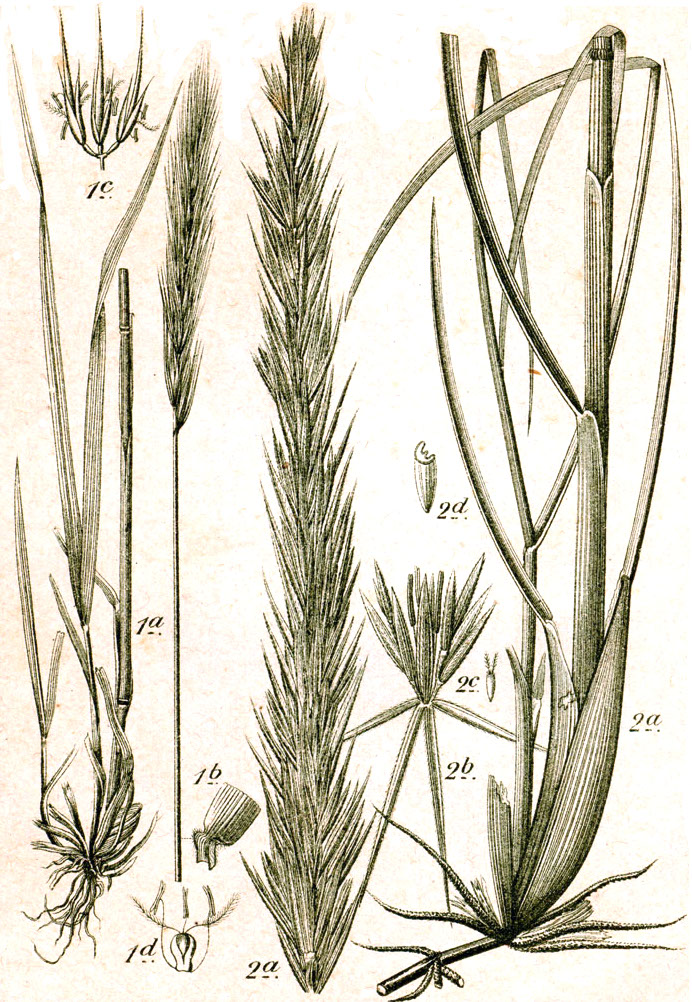
Tribus Triticeae: Illustration von Waldgerste (Hordelymus europaeus), links, und Strandroggen (Leymus arenarius), rechts

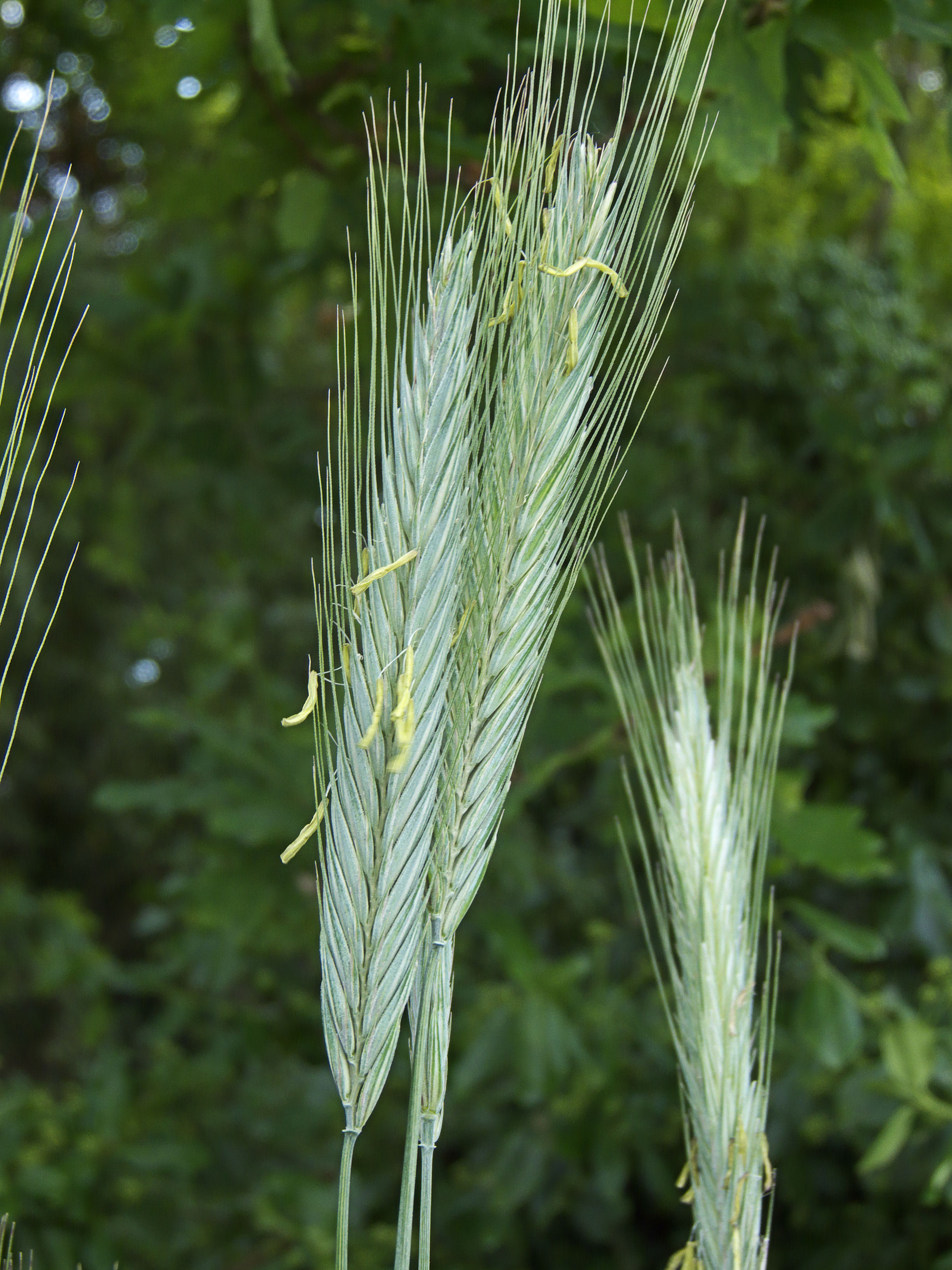
Tribus Triticeae: Roggen (Secale cereale)

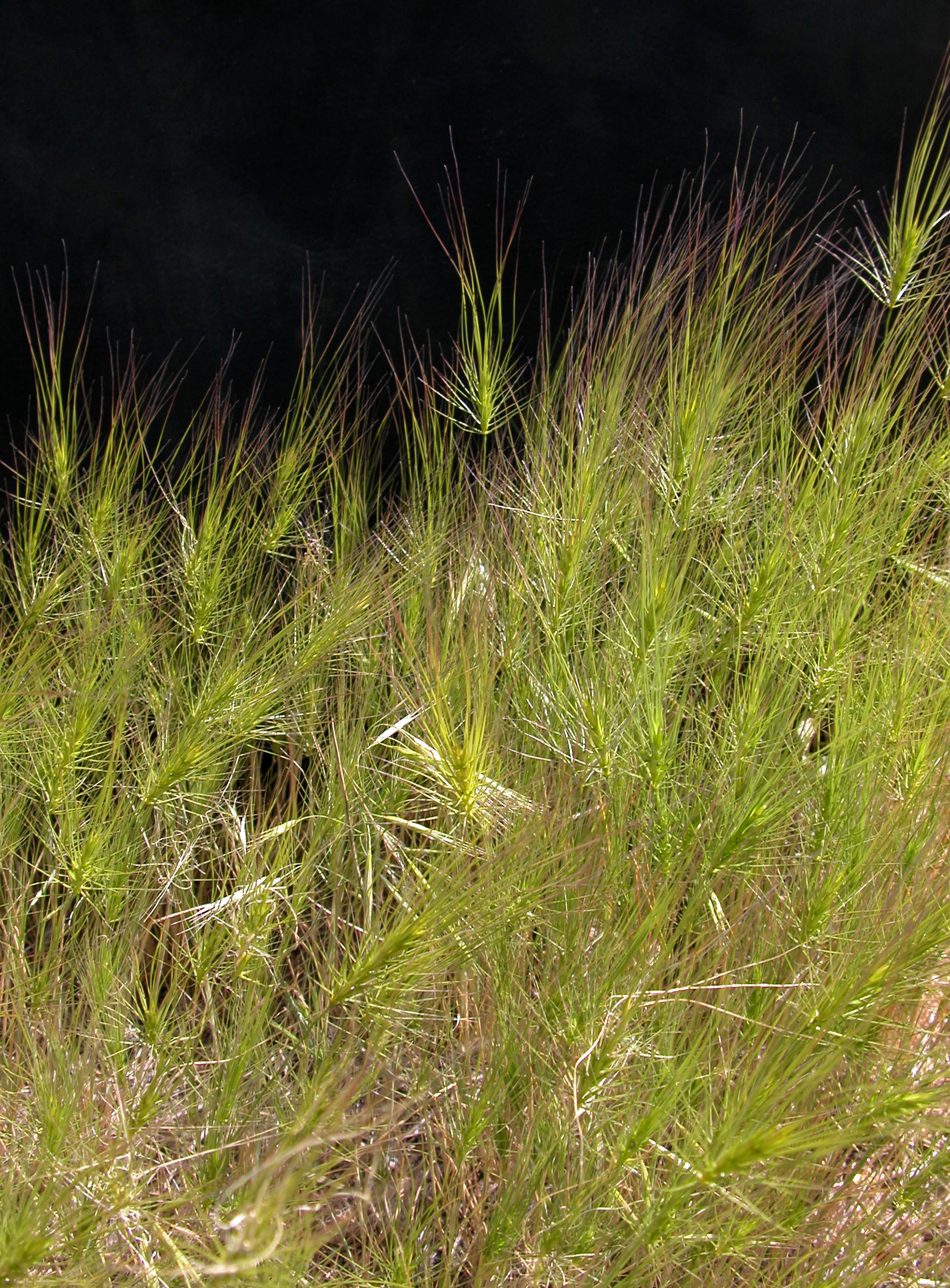
Tribus Triticeae: Taeniatherum caput-medusae

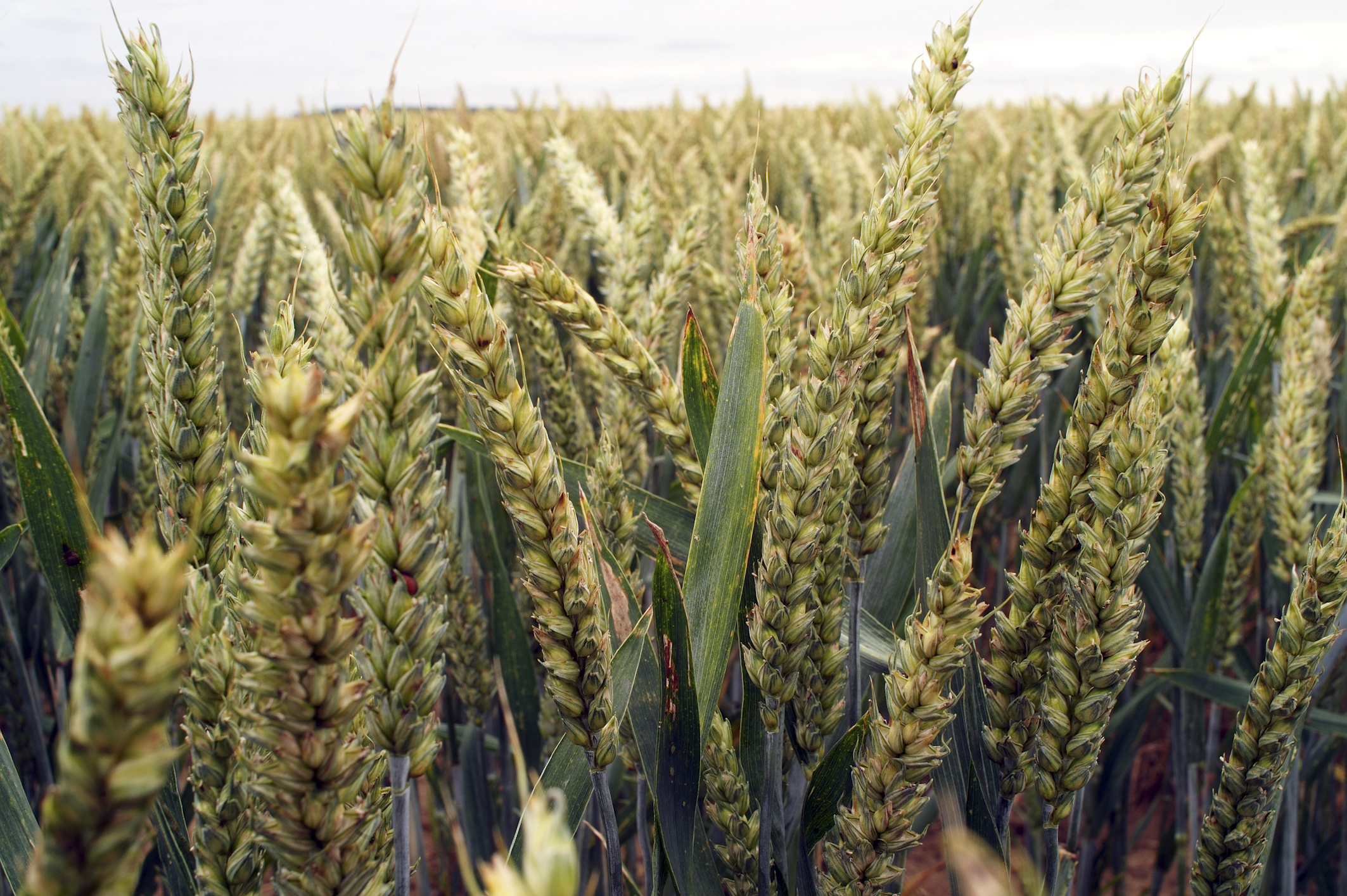
Tribus Triticeae: Weizen (Triticum aestivum)

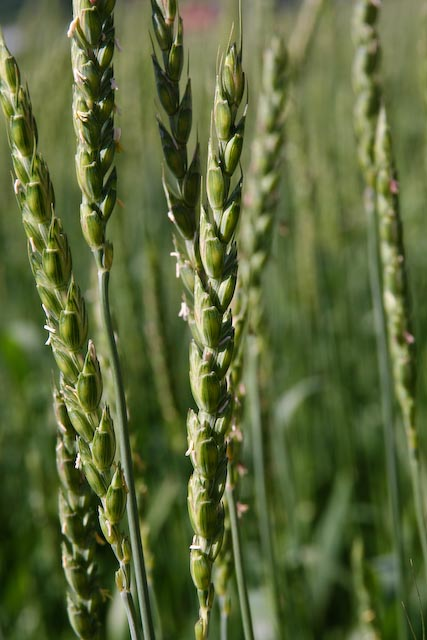
Tribus Triticeae: Dinkel (Triticum spelta)

### Taxonomie
Die Unterfamilie Pooideae wurde 1861 durch George Bentham in Flora Hongkongensis, Seite 407, dort „Poaeaceae“ geschrieben, aufgestellt. Typusgattung ist Poa L. Synonyme für Pooideae Benth. sind: Agrostidoideae Kunth ex Beilschm., Anthoxanthoideae Link, Avenoideae Link, Cynosuroideae Link, Echinarioideae Link, Festucoideae Link, Glycerioideae Link, Hordeoideae Burmeist., Phalaridoideae Burmeist., Stipoideae Burmeist., Secaloideae Rouy.

### Innere Systematik
Die Unterfamilie Pooideae umfasst etwa 14 bis 15 Tribus und etwa 26 Subtribus mit etwa 197 Gattungen und etwa 4234 Arten (Stand 2015).
- Tribus Ampelodesmeae (Conert) Tutin (Syn.: Ampelodesminae Conert):[1]
  - Sie enthält nur eine Gattung:[1]
    - Ampelodesmos Link (Syn.: Ampelodonax Lojac.): Sie enthält nur eine Art:[10]
      - Diss (Ampelodesmos mauritanicus (Poir.) T.Durand & Schinz): Sie ist im Mittelmeerraum beheimatet und ist in den südwestlichen USA und anderen Gebieten der Welt ein Neophyt.[6]

- Tribus Brachyelytreae Ohwi (Syn.: Brachyelytrinae Ohwi):[1][9]
  - Sie enthält nur eine Gattung:[11][1][9]
    - Brachyelytrum P.Beauv.: Zwei Arten kommen im östlichen bis zentralen Nordamerika und eine Art kommt in Ostasien vor.[11][8]

- Tribus Brachypodieae (Hack.) Hayek (Syn.: Brachypodiinae Hack., Brachypodieae Hayek):[1]
  - Sie enthält nur eine Gattung:[1][2][12][9]
    - Zwenken (Brachypodium P.Beauv., Syn.: Brevipodium Á.Löve & D.Löve, Disticheia Ehrh., Trachynia Link): Die etwa 17 Arten sind in der Alten Welt und in der Neuen Welt von Mexiko bis Bolivien weitverbreitet.[8][12]

- Tribus Bromeae Dumort.:[1]
  - Sie enthält nur noch eine Gattung:[1][13]
    - Trespen (Bromus L.,[13] Syn.: Anisantha K.Koch, Avenaria Heist. ex Fabr., Boissiera Hochst. & Steud., Bromopsis (Dumort.) Fourr., Calliagrostis Ehrh., Ceratochloa P.Beauv., Euraphis (Trin.) Kuntze, Forasaccus Bubani nom. superfl.,Genea (Dumort.) Dumort. nom. illeg., Libertia Lej. nom. illeg., Michelaria Dumort., Nevskiella V.I.Krecz. & Vved., Serrafalcus Parl., Stenofestuca (Honda) Nakai, Triniusa Steud., Trisetobromus Nevski):[1][8] Sie enthält 90 bis 150 Arten.[8]

- Tribus Brylkinieae Tateoka} (Syn.: Brylkiniinae Ohw; sie sollte besser als Subtribus in Meliceae stehen):[1]
  - Sie enthält nur die beiden Gattungen:[1]
    - Brylkinia F.Schmidt: Sie enthält nur eine Art:
      - Brylkinia caudata (Munro) F.Schmidt: Sie ist in Ostasien verbreitet.

    - Koordersiochloa Merr. (Syn.: Streblochaete Hochst. ex Pilg.): Die nur zwei Arten sind in Afrika, auf Réunion, in Indien, Indonesien und auf den Philippinen verbreitet.[8]

- Tribus Diarrheneae (Ohwi) C.S.Campb.:[1][9]
  - Sie enthält nur zwei Gattungen mit etwa fünf Arten:[9]
    - Diarrhena P.Beauv.: Die etwa zwei Arten in Nordamerika vor.[8][14][9]
    - Neomolinia Honda: Die etwa drei Arten kommen in Ostasien vor.[9]

- Tribus Littledaleeae Soreng & J.I.Davis (Syn.: Littledaleinae Röser): Sie wurde 2015 aufgestellt.[1]
  - Sie enthält nur eine Gattung:[1]
    - Littledalea Hemsl.: Die etwa vier Arten kommen von Zentralasien über den Himalaja bis ins zentrale China vor.[8]

- Tribus Lygeeae J.Presl (Syn.: Lygeinae Röser, Spartineae Trin.):[1][9]
  - Sie enthält nur eine Gattung:[1]
    - Lygeum Loefl. ex L.: Sie enthält nur eine Art:
      - Espartogras (Lygeum spartum L.): Sie kommt im Mittelmeerraum vom südwestlichen und südöstlichen Europa bis Nordafrika vor.

- Tribus Meliceae Link ex Endl. (Syn.: Glycerieae Link ex Endl., Glyceriinae Dumort., Melicinae Fr.):[1][9]
  - Sie enthält etwa sechs (Stand 2015) Gattungen:[2][6][1]
    - Schwaden (Glyceria R.Br.):[1] Die 15 bis 38 Arten gedeihen von den gemäßigten Gebieten bis zu den Subtropen.[8]
    - Lycochloa Sam.:[1] Sie enthält nur eine Art:
      - Lycochloa avenacea Sam.: Sie kommt im Gebiet von Libanon und Syrien vor.[8]

    - Perlgräser (Melica L.):[1] Sie enthält 60 bis 75 Arten.
    - Pleuropogon R.Br. (Syn.: Lophochlaena Nees):[1] Sie enthält fünf Arten, die nur im westlichen Nordamerika vorkommen.[8] Eine Art – Pleuropogon sabinei R.Br. – ist zirkumpolar verbreitet.[8]
    - Schizachne Hack.:[1] Sie enthält nur eine Art:
      - Schizachne purpurascens (Torr.) Swallen: Sie kommt mit drei Unterarten in Nordamerika, in Nordostasien und in Europa im arktischen Russland vor.[8]

    - Triniochloa Hitchc.:[1] Die etwa sechs Arten sind in der Neotropis, besonders in Mexiko verbreitet.[8]

- Tribus Nardeae W.D.J.Koch (Syn.: Nardinae Kromb.):[1][9]
  - Sie enthält nur eine Gattung:[7][1]
    - Borstgräser (Nardus L.): Sie enthält nur eine Art:
      - Borstgras (Nardus stricta L.): Sie kommt auf den Azoren vor und ist in Eurasien, im nordwestlichen Afrika, auf Grönland und in den nordöstlichen USA weitverbreitet.[8]

- Tribus Phaenospermateae Renvoize & Clayton (Syn.: Duthieeae Röser & Jul.Schneider, Duthieinae Pilg. ex Potztal):[1][9]
  - Sie enthält etwa acht Gattungen:[1][9]
    - Anisopogon R.Br.:[1] Sie enthält nur eine Art:[8]
      - Anisopogon avenaceus R.Br.: Sie kommt nur im südöstlichen Australien vor.[8]

    - Duthiea Hackel (Syn.: Thrixgyne Keng, Triavenopsis P.Candargy):[1] Die etwa drei Arten kommen im Himalaja von Afghanistan bis ins westliche China vor.[15]
    - Megalachne Steud.: Die nur zwei Arten sind Endemiten auf den Juan-Fernández-Inseln.[8]
    - Metcalfia Conert:[1] Sie enthält nur eine Art:
      - Metcalfia mexicana (Scribn.) Conert: Sie ist in Mexiko verbreitet.[8]

    - Pappagrostis Roshev.: Sie enthält nur eine Art:
      - Pappagrostis pappophorea (Hack.) Roshev. (Syn.: Stephanachne pappophorea (Hack.) Keng, Calamagrostis pappophorea Hack.): Sie kommt von Zentralasien bis zur Mongolei und dem nördlichen China vor.[8] Sie gehört vielleicht zu Stephanachne.[1]

    - Phaenosperma Munro ex Benth.:[1] Sie enthält nur eine Art:
      - Phaenosperma globosum Munro ex Benth.: Sie ist im nordöstlichen Indien, in Bhutan, in Korea, China und Japan verbreitet.[15]

    - Podophorus Phil.: Sie enthält nur eine Art:
      - Podophorus bromoides Phil.: Dieser Endemit kommt nur auf den Juan-Fernández-Inseln vor.[8] Er ist wohl ausgestorben.

    - Pseudodanthonia Bor & C.E.Hubb.:[1] Sie enthält nur eine Art:
      - Pseudodanthonia himalaica (Hook. f.) Bor & C.E.Hubb.: Sie gedeiht im westlichen Himalaja.[8]

    - Sinochasea Keng:[1] Sie enthält nur eine Art:[8]
      - Sinochasea trigyna Keng: Sie kommt vom Himalaja bis Qinghai vor.[8][16]

    - Stephanachne Keng: Sie enthält nur eine Art:
      - Stephanachne nigrescens Keng: Sie kommt von Qinghai bis ins zentrale China vor.[8]

- Tribus Poeae R.Br.[17] (Syn.: Agrostideae Martinov, Agrostidieae Dumort., Airopsideae Gren. & Godr., Alopecureae W.D.J.Koch, Anthoxantheae Link ex Endl., Aveneae Dumort., Beckmannieae Nevski, Calamagrostideae Trin., Cinneae Ohwi, Coleantheae Husn., Cynosureae Dumort., Dupontieae A.Löve & D.Löve nom. nud., Festuceae Dumort., Gaudinieae Rouy, Graphephoreae (Asch. & Graebn.) Hyl., Hainardieae Greuter, Holceae J.Presl, Lolieae Link ex Endl., Koelerieae Schur nom. nud., Milieae Link ex Endl., Phalarideae Kunth, Phleeae Dumort., Scolochloeae Tzvelev, Seslerieae W.D.J.Koch, Triseteae Gren. & Godr., Vilfeae Trin.): Sie wird in etwa 19 Subtribus gegliedert[1] und enthält 45 bis 50 Gattungen mit etwa 1200 Arten:[2][18][7]
  - Subtribus Agrostidinae Fr. (Syn.: Chaeturaceae Link, Calamagrostidinae Lindl. nom. nud., Vilfinae Steud.):[1]
    - Straußgräser (Agrostis L. nom. cons.,[1] Syn.: Agraulus P.Beauv., Agrestis Bubani, Anomalotis Steud., Candollea Steud., Chaetopogon Janch., Chaeturus Link, Decandolia T.Bastard, Didymochaeta Steud., Linkagrostis Romero García, Neoschischkinia Tzvelev, Notonema Raf., Pentatherum Nábelek, Podagrostis (Griseb.) Scribn. & Merr., Senisetum Honda, Trichodium Michx., Vilfa Adans. nom. superfl.): Die 150 bis 200 Arten sind hauptsächlich in den gemäßigten Gebieten der Nordhalbkugel verbreitet.[8]
    - Strandhafer (Ammophila Host,[1] Syn.: Psamma P.Beauv.): Die etwa vier Arten sind in Europa, Nordafrika und Nordamerika weitverbreitet.
    - Ancistragrostis S.T.Blake:[1] Es gibt nur eine Art:
      - Ancistragrostis uncinioides S.T.Blake: Sie kommt nur in Neuguinea und Queensland vor.[8]

    - Bromidium Nees & Meyen:[1] Sie enthält nur noch zwei Arten.
    - Reitgräser (Calamagrostis Adans.,[1] Syn.: Ancistrochloa Honda, Anisachne Keng, Athernotus Dulac, Chamaecalamus Meyen, Deyeuxia Clarion ex P.Beauv., Sclerodeyeuxia Pilg., Stilpnophleum Nevski, Stylagrostis Mez, ×Ammocalamagrostis P.Fourn., ×Calammophila Brand ex Rauschert, ×Calammophila Brand, ×Calamophila O.Schwarz): Die 230 bis über 280 Arten und vielen Naturhybriden gedeihen von den gemäßigten bis subtropischen Gebieten und in den Tropen nur in den Gebirgen.[8]
    - Chaetopogon Janch.[1] (Syn.: Chaeturus Link): Die nur ein oder zwei Arten kommen in Kroatien, Italien, San Marino, Marokko und auf der Iberischen Halbinsel vor.[19]
    - Dichelachne Endl.:[1] Die etwa neun Arten sind von den Kleinen Sunda-Inseln über Australien bis Neuseeland verbreitet und kommen auf Tubuai und auf der Osterinsel vor.[8]
    - Drymochloa Holub:[1] Sie enthält bis zu acht Arten in Eurasien und Nordafrika. Ihre Verwandtschaftsgruppe wird kontrovers diskutiert.
    - Echinopogon P.Beauv.[1] (Syn..: Hystericina Steud.): Die etwa sieben Arten sind von den Kleinen Sunda-Inseln bis Neuguinea, über das südliche sowie östliche Australien bis Neuseeland verbreitet.[8]
    - Gastridium P.Beauv.:[1] Die nur zwei Arten kommen in Makaronesien, vom Mittelmeerraum bis Westeuropa und dem Iran und von der Arabischen Halbinsel über Eritrea über Zentralafrika bis Südafrika vor.[8]
    - Hypseochloa C.E.Hubb.:[1] Von den seit 1981 zwei Arten kommt die eine in Kamerun und die andere nur in den Matengo Hills in Tansania vor.[8]
    - Lachnagrostis Trin.:[1] Die seit 2015 etwa 38 Arten und zwei Naturhybriden kommen von Eritrea über Zentralafrika bis Südafrika, auf der Arabischen Halbinsel, von den Kleinen Sundainseln bis Australasien, auf der Osterinsel und in den Anden vor.[8]
    - Limnodea L.H.Dewey (Syn.: Greenia Nutt. nom. illeg., Sclerachne Torr. ex Trin. nom. illeg., Thurberia Benth. nom. illeg.):[1] Es gibt nur eine Art:
      - Limnodea arkansana (Nutt.) L.H.Dewey (Syn.: Cinna arkansana (Nutt.) G.C.Tucker, Greenia arkansana Nutt., Limnas arkansana (Nutt.) Trin. ex Steud., Limnas pilosa (Trin.) Steud., Muhlenbergia hirtula Steud., Sclerachne arkansana (Nutt.) Torr. ex Trin., Sclerachne pilosa Trin., Stipa demissa Steud., Thurberia arkansana (Nutt.) Benth. ex Vasey, Thurberia pilosa (Trin.) Vasey, Limnodea arkansana var. pilosa (Trin.) Scribn.): Sie kommt von Oklahoma bis zu den südöstlichen USA und nordöstliche Mexiko vor.[8]

    - Pentapogon R.Br.:[1] Es gibt nur eine Art:
      - Pentapogon quadrifidus (Labill.) Baill. (Syn.: Agrostis quadrifida Labill., Stipa pentapogon F.Muell., Pentapogon billardierei R.Br. nom. superfl., Pentapogon billardierei var. parviflorus Benth., Pentapogon quadrifidus var. parviflorus (Benth.) D.I.Morris): Sie kommt im südwestlichen sowie südöstlichen Australien vor.[8]

    - Podagrostis :[1] Von den seit 2019 fünf Arten kommen drei im westlichen Nordamerika und zwei in Südamerika vor.[20]
    - Polypogon Desf. (Syn.: Chaetotropis Kunth, Chaetotropsis D.Dietr. orth. var., Nowodworskya J.Presl, Santia Savi): Die seit 2013 etwa 22 Arten sind fast weltweit verbreitet.[8]
    - Triplachne Link:[1] Es gibt nur eine Art:
      - Triplachne nitens (Guss.) Link (Syn.: Agrostis nitens Guss., Gastridium littorale Durieu ex Parl., Gastridium nitens (Guss.) Coss. & Durieu, Gastridium triaristatum Durieu, Lachnagrostis gussonis Trin. nom. superfl., Milium lendigerum Delile ex Boiss.): Sie kommt in Makaronesien und im Mittelmeerraum vor.[8]

  - Subtribus Airinae Fr. (Syn.: Corynephorinae V.Jirásek & Chrtek):[1]
    - Haferschmielen (Aira L.,[1] Syn.: Aspris Adans., Caryophyllea Opiz, Fiorinia Parl., Fussia Schur): Die etwa acht Arten gedeihen hauptsächlich in den gemäßigten Gebieten Europas bis zum Iran und vom Himalaja bis Tibet und auch Afrikas.[8] Sie sind in vielen Gebieten beispielsweise auf Mauritius Neophyten.[8]
    - Antinoria Parl.[1] (Syn.: Airella (Dumort.) Dumort.): Die nur zwei Arten sind im Mittelmeerraum verbreitet.[8]
    - Avenella Drejer[1] (Syn.: Lerchenfeldia Schur nom. superfl.)[19]:[21] Es gibt seit 2002 zwei Arten, beispielsweise:
      - Drahtschmiele (Avenella flexuosa (L.) Drejer): Die etwa acht Unterarten kommen von Europa bis Japan und auf Bergen auf Inseln Malesiens, in Makaronesien, im nordwestlichen Afrika und auf Bergen des tropischen Afrikas und von Grönland bis zu den zentralen sowie östlichen USA und vom südlichen Südamerika bis zu den Falklandinseln vor.[8]

    - Corynephorus P.Beauv.[1] (Syn.: Anachortus V.Jirásek & Chrtek, Weingaertneria Bernh. nom. rej.): Die etwa fünf Arten sind in Europa und vom Mittelmeerraum bis zum Iran verbreitet.[8] Dazu gehört:
      - Silbergras (Corynephorus canescens (L.) P.Beauv.)

    - Helictochloa Romero Zarco:[1] Sie wurde 2011 aufgestellt. Die etwa 22 Arten gedeihen in den gemäßigten Gebieten Eurasiens, in Nordafrika, in Makaronesien und vom subarktischen Nordamerika bis zu den nördlichen Vereinigten Staaten.[8] Darunter:
      - Mittlerer Wiesenhafer (Helictochloa adsurgens (Simonk.) Romero Zarco, Syn.: Helictotrichon adsurgens (Simonk.) Conert): Die etwa zwei Unterarten kommen von Frankreich bis zur Türkei vor.[18]
      - Platthalm-Wiesenhafer (Helictochloa planiculmis (Schrad.) Romero Zarco, Syn.: Avena planiculmis Schrad.): Er kommt von Ost- und Südosteuropa bis zur Türkei vor.[18]
      - Alpen-Wiesenhafer (Helictochloa praeusta (Rchb.) Romero Zarco, Syn.: Helictotrichon praeustum (Rchb.) Tzvelev): Die etwa zwei Unterarten kommen von Frankreich bis zur Ukraine vor.[18]
      - Echter Wiesenhafer (Helictochloa pratensis (L.) Romero Zarco, Syn.: Helictotrichon pratense (L.) Besser): Die etwa fünf Unterarten kommen von Europa bis zum Iran und dem Himalaja vor.[8]

    - Molineriella Rouy (Syn.: Molineria Parl. nom. illeg.):[1] Die etwa drei Arten kommen im Mittelmeerraum und auf der Krim vor.[8]
    - Periballia Trin.:[1] Es gibt nur eine Art:
      - Periballia involucrata (Cav.) Janka: Sie kommt auf der Iberischen Halbinsel vor.[8]

  - Subtribus Ammochloinae Tzvelev: Sie enthält nur eine Gattung:[1]
    - Ammochloa Boiss.[1] (Syn.: Cephalochloa Coss. & Durieu, Dictyochloa (Murb.) E.G.Camus): Die nur zwei Arten kommen auf den Kanarischen Inseln und vom Mittelmeerraum bis zum Iran vor.[8]

  - Subtribus Anthoxanthinae A.Gray (Syn.: Foenodorinae Krause nom. inval.): Sie enthält nur eine Gattung:[1]
    - Ruchgräser (Anthoxanthum L., Syn.: Ataxia R.Br., Dimesia Raf. nom. superfl., Disarrenum Labill., Disarrhenum P.Beauv., Flavia Heist. ex Fabr., Foenodorum E.H.L.Krause nom. superfl., Hierochloe R.Br. nom. cons., Savastana Schrank nom. rej., Torresia Ruiz & Pav. nom. rej., Xanthonanthos St.-Lag.):[1] Die je nach Autor 20 bis 40 Arten gedeihen in den gemäßigten bis subtropischen Gebieten und in Bergregionen des tropischen Afrika; mit den Arten der Gattung Hierochloë auch von subarktischen bis zu gemäßigten Gebieten und von Mexiko bis Südamerika weitverbreitet.[8] Hierher gehört auch:
      - Duftendes Mariengras (Anthoxanthum nitens (Weber) Y.Schouten & Veldkamp, Syn.: Hierochloe odorata (L.) P.Beauv.)

  - Subtribus Aristaveninae F.Albers & Butzin (Syn.: Deschampsinae Holub nom. nud.)[9]
    - Schmielen (Deschampsia P.Beauv., Syn.: Airidium Steud., Aristavena F.Albers & Butzin, Campella Link, Czerniaevia Turcz. ex Griseb., Erioblastus Honda ex Nakai, Monandraira É.Desv., Podionapus Dulac, Scribneria Hack.):[1] Die 50 bis 60 Arten gedeihen von der Subarktis und der Subantarktis bis in die gemäßigten Gebiete.[8][21]

  - Subtribus Aveninae J.Presl (Syn.: Gaudiniinae Holub ex Tzvelev nom. nud., Graphephorinae Asch. & Graebn., Koeleriinae Asch. & Graebn.):[1] Sie enthält etwa 15 Gattungen:[2][22][19][9]
    - Acrospelion Besser: Sie wurde 2019 reaktiviert[23] und enthält seit 2021 zwei Arten, beipeilsweise:[9]
      - Zweizeiliger Goldhafer (Acrospelion distichophyllum (Vill.) Barberá, Syn.: Trisetum distichophyllum (Vill.) P.Beauv., Avena distichophylla Vill., Avena disticha Lam., Trisetaria distichophylla (Vill.) Paunero): Die bisher zur Gattung Trisetum gestellte Art wurde auf Grund molekulargenetischer Daten 2019 in die neue Gattung Acrospelion gestellt.[23]

    - Arrhenatherum P.Beauv.[1] (Syn.: Pseudarrhenatherum Rouy, Thorea Rouy nom. illeg., Thoreochloa Holub nom. superfl.): Die seit 2007 etwa acht Arten kommen in Europa, in Afrika, in Nord- und Westasien vor, darunter:
      - Gewöhnlicher Glatthafer (Arrhenatherum elatius (L.) P.Beauv. ex J.Presl & C.Presl)
      - Arrhenatherum palaestinum Boiss.

    - Avellinia Parl.:[1][19] Es gibt nur eine Art:
      - Avellinia festucoides (Link) Valdés & H.Scholz: Sie kommt im Mittelmeerraum vor.[8]

    - Hafer (Avena L., Syn.: Anelytrum Hack., Preissia Corda):[1] Die seit 1998 etwa 25 Arten sind in gemäßigten Gebieten in Eurasien, von Nordafrika bis Kenia, auf dem Indischen Subkontinent und in Makaronesien weitverbreitet.[8]
    - Gaudinia P.Beauv. (Syn.: Arthrostachya Link, Cylichnium Dulac nom. illeg., Falimiria Besser ex Rchb., Meringurus Murb.):[1][19] Die seit 1996 etwa fünf Arten kommen vom südlichen Mitteleuropa bis zum Mittelmeerraum und auf den Azoren vor.[8]
    - Graphephorum Desv.:[1] Die etwa zwei Arten sind in Nordamerika von Kanada bis in die nördlichen sowie westlichen USA verbreitet.[8]
    - Wiesenhafer (Helictotrichon Besser ex Roem. & Schult. s. str., Syn.: Avenastrum (K.Koch) Opiz, Avenochloa Holub, Danthorhiza Ten., Elictotrichon Besser ex Andrz. nom. nud., Heuffelia Schur nom. superfl., Neoholubia Tzvelev, Stipavena Vierh. nom. superfl.), die Arten der Gattungen Avenula sowie Helictochloa gehören nicht mehr dazu:[1] Die seit 2010 nur noch etwa 35 Arten gedeihen von den subarktischen bis zu den gemäßigten Gebieten Eurasiens und der westlichen-zentralen USA; in den Tropen nur in den Gebirgen, beispielsweise auf Sumatra, in Japan und Taiwan.[8] Darunter:
      - Steppenhafer (Helictotrichon desertorum (Less.) Nevski): Die zwei Unterarten kommen von Österreich bis zur Mongolei vor.[8]
      - Parlatores Staudenhafer (Helictotrichon parlatorei (Woods) Pilg.): Er kommt in den Alpen vor, fehlt aber in der Schweiz.[8][24]
      - Karawanken-Staudenhafer (Helictotrichon petzense H.Melzer): Er kommt nur in den Karawanken vor.[24]

    - Schillergräser (Koeleria Pers., Syn.: Achaeta E.Fourn., Airochloa Link, Brachystylus Dulac, Collinaria Ehrh., Leptophyllochloa Calderón ex Nicora, Parafestuca E.B.Alexeev):[1] Sie enthält etwa 48 Arten sind in gemäßigten Gebieten Eurasiens, im nordwestlichen Afrika, Äthiopien sowie Kamerun bis Südafrika, Neuseeland, Nordamerika, Peru bis südliches Südamerika, auf den Falklandinseln und auf eine Art auf Madeira verbreitet.[8]
    - Lagurus L.:[1] Es gibt nur eine Art:[8]
      - Samtgras oder Hasenschwanz-Gras (Lagurus ovatus L.): Sie kommt von Makaronesien über den Mittelmeerraum bis zur Arabischen Halbinsel vor.[8]

    - Leptophyllochloa Calderón ex Nicora:[1] Es gibt nur eine Art:
      - Leptophyllochloa micrathera (É.Desv.) Calderón ex Nicora: Sie kommt im südlichen Argentinien, vom zentralen bis südlichen Chile und auf den Juan-Fernández-Inseln vor.[8]

    - Peyritschia E.Fourn.:[1] Die seit 2006 etwa sieben Arten sind von Mexiko über Zentralamerika bis Venezuela, Ecuador sowie Peru und auf den Galapagosinseln verbreitet.[8]
    - Büschelgräser (Rostraria Trin.):[1][19] Die etwa 13 Arten sind in Eurasien und von Peru bis Chile verbreitet.[8] Darunter:
      - Echtes Büschelgras (Rostraria cristata (L.) Tzvelev).

    - Sibirotrisetum Barberá, Soreng, Romasch., Quintanar & P.M.Peterson (Syn.: Trisetum ser. sibirica Chrtek, Trisetum subsect. Sibirica (Chrtek) Prob.): Den Rang einer Gattung hat sie 2019 erhalten.[23] Die etwa sechs Arten sind vom subarktischen bis gemäßigten Eurasien sowie subarktischen Nordarmeika verbreitet und eine davon kommt auch in Neuguinea vor.[23][8]
    - Sphenopholis Scribn.[1] (Syn.: Colobanthus (Trin.) Spach, Reboulea Kunth nom. illeg.): Die etwa sieben Arten sind
    - Tricholemma (Röser) Röser:[1][19] Die seit 2009 zwei Arten kommen in Marokko und Algerien vor.[8]
    - Trisetaria Forssk.[1][19] (Syn.: Haeupleria G.H.Loos nom. superfl., Sennenia Pau ex Sennen nom. nud., Trichaeta P.Beauv.): Die etwa 14 Arten kommen auf den Kanaren und in den Alpen vor und sind vom Mittelmeerraum bis Zentralasien und auf dem Indischen Subkontinent weitverbreitet.[8]
    - Goldhafer (Trisetum Pers.,[1][19] Syn.: Rupestrina Prov., Trisetarium Poir. nom. superfl.): Die etwa 84 Arten gedeihen in gemäßigten bis subtropischen Gebieten und in Bergregionen der Tropen,[8] darunter:
      - Wiesen-Goldhafer (Trisetum flavescens (L.) P.Beauv.): Mit 11 Unterarten.
      - Ähriger Goldhafer (Trisetum spicatum (L.) K.Richt.) Diese Art wird von manchen Autoren auch als Koeleria spicata (L.) Barberá et al. in die Gattung Koeleria  gestellt.

  - Subtribus Brizinae Tzvelev s. str.: Sie enthält nur zwei Gattungen:[1]
    - Airopsis Desv.[1] (Syn.: Aeropsis Asch. & Graebn., Sphaerella Bubani nom. superfl.): Sie enthält nur eine Art:[8]
      - Airopsis tenella (Cav.) Coss. & Durieu: Sie ist vom westlichen bis zum zentralen Mittelmeerraum bis zum nördlichen Griechenland verbreitet.[8]

    - Zittergräser (Briza L.[1], Syn.: Brizochloa V.Jirásek & Chrtek, Calosteca Desv. orth. var., Chondrachyrum Nees, Macrobriza (Tzvelev) Tzvelev, Tremularia Heist. ex Fabr.): Die etwa fünf Arten sind von Makaronesien über den Mittelmeerraum bis Westasien und von Europa bis Sibirien und vom Himalaja bis ins südliche-zentrale China weitverbreitet. Sie kommen in vielen Gebieten als Neophyten vor.[8]

  - Subtribus Calothecinae Soreng: Sie wurde 2015 aufgestellt und enthält nur zwei Gattungen:[1]
    - Chascolytrum Desv.: (Syn.: Calotheca Desv., Cascoelytrum P.Beauv., Erianthecium Parodi, Gymnachne Parodi, Lombardochloa Roseng. & B.R.Arrill., Microbriza Parodi ex Nicora & Rúgolo, Poidium Nees, Rhombolytrum Link):[1] Die seit 2011 etwa 23 Arten sind von Mexiko bis Guatemala und vom nördlichen bis zum südlichen Brasilien weitverbreitet.[8]
    - Relchela Steud.:[1] Es gibt nur eine Art:
      - Relchela panicoides Steud.: Sie kommt vom zentralen bis zum südlichen Chile und im südlichen Argentinien vor.[8]

  - Subtribus Coleanthinae Rouy (Syn.: Puccinelliinae Soreng & Davis):[1]
    - Catabrosa P.Beauv.[1] (Syn.: Catabrosia Roem. & Schult.): Die seit 2016 etwa sieben Arten sind in den gemäßigten Gebieten der Nordhalbkugel und von Bolivien bis ins südliche Südamerika weitverbreitet,[8] darunter:
      - Quellgras (Catabrosa aquatica (L.) P.Beauv.): Sie ist in den gemäßigten Gebieten in Eurasien und Nordamerika weitverbreitet und kommt aber auch in Algerien, Libyen, Grönland, Argentinien und Chile vor.[8]

    - Catabrosella (Tzvelev) Tzvelev:[1] Die seit 2010 etwa acht Arten sind von Osteuropa über West- und Zentralasien bis in den westlichen Himalaja sowie das nordwestliche China weitverbreitet.[8]
    - Coleanthus Seidl (Syn.: Schmidtia Tratt. nom. rej., Wilibalda Sternb. ex Roth nom. superfl.): Sie enthält nur eine Art:[8]
      - Scheidengras oder Scheidenblütgras (Coleanthus subtilis (Trattinnick) Seidl): Sie ist auf der Nordhalbkugel von Europa bis Russlands Fernem Osten sowie zum östlichen China und vom westlichen Kanada bis zu den nordwestlichen Vereinigten Staaten weitverbreitet.[8]

    - Colpodium Trin. (Syn.: Keniochloa Melderis):[1] Sie umfasste früher etwa 27 Arten, seit 2011 nur noch vier Arten.[8] Von den vier Arten kommen drei auf den Bergen des nordöstlichen und östlichen tropischen Afrikas und eine von der Türkei bis zum Iran vor.[8]
    - Hyalopoa (Tzvelev) Tzvelev:[1] Die seit 2015 etwa sieben Arten sind von der nordöstlichen Türkei bis zum Kaukasusraum, in Sibirien und im westlichen Himalaja weitverbreitet.[8]
    - Paracolpodium (Tzvelev) Tzvelev:[1] Die etwa vier Arten wurden früher zu Colpodium oder Catabrosa gestellt. Sie sind vom Kaukasusraum bis Sibirien, Zentralasien, in der Mongolei und im Himalaja verbreitet.[8]
    - Phippsia (Trin.) R.Br.:[1] Die nur drei Arten kommen in der Subarktis bis in die westlichen-zentralen USA sowie im nordwestlichen Argentinien vor, eine Art davon kommt auch im nördlichen Indien vor.[8]
    - Salzschwaden (Puccinellia Parl. nom. cons.,[1] Syn.: Atropis Rupr., Cryochloa (Krecz.) Tzvelev, Pseudosclerochloa Tzvelev): Sie enthält je nach Autor 109 bis 200 Arten, die in der Subarktis sowie Subantarktis und in gemäßigten sowie subalpinen Gebieten gedeihen.[8]
    - Sclerochloa P.Beauv.: Die nur drei Arten kommen von Europa bis China und dem Himalaja und außerdem in Nordwestafrika vor.[8] Hierher gehört:
      - Hartgras (Sclerochloa dura (L.) P.Beauv.)

    - Zingeria P.Smirn., sie gehört vielleicht besser zu Colpodium[1]: Die etwa fünf Arten kommen von Rumänien bis zum Kaukasusraum sowie Kasachstan und der Krim und von der Türkei bis zum Irak vor.[8]

  - Subtribus Cynosurinae Fr.: Sie enthält nur eine Gattung:[1]
    - Kammgräser (Cynosurus L.,[1] Syn.: Falona Adans., Phalona Dumort. orth. var.): Die etwa neun Arten sind in Europa, in Makaronesien und vom Mittelmeerraum bis Zentralasien sowie bis zum westlichen Himalaya weitverbreitet.[8][18]

  - Subtribus Dactylidinae Stapf: Sie enthält nur zwei Gattungen:[1]
    - Knäuelgräser (Dactylis L.,[1] Syn.: Dactilis Neck., Trachypoa Bubani nom. superfl.): Die nur zwei (bis sechs) Arten sind im gemäßigten Eurasien, in Makaronesien und im nördlichen Afrika verbreitet.[8]
    - Lamarckia Moench:[1] Es gibt nur eine Art:
      - Goldgras (Lamarckia aurea (L.) Moench): Es ist von Makaronesien über den Mittelmeerraum bis Äthiopien und dem nördlichen Indien weitverbreitet.[8]

  - Subtribus Holcinae Dumort. (Syn.: Scribneriinae Soreng): Sie enthält etwa drei Gattungen:[1]
    - Honiggräser (Holcus L. nom. cons., Syn.: Arthrochloa R.Br. nom. superfl., Ginannia Bubani, Homalachna Kuntze, Homalachne (Benth. & Hook. f.) Kuntze, Homoiachne Pilg., Nothoholcus Nash nom. illeg., Notholcus Nash ex Hitchc. nom. illeg., Sorgum Adans. nom. rej.):[1] Die seit 2013 etwa zwölf Arten sind von Europa bis zum Kaukasusraum und von Makaronesien bis Nordafrika und Südafrika verbreitet. Eine Art ist in vielen Gebieten der Welt ein Neophyt.[8]
    - Vahlodea Fr.:[1] Sie enthält nur eine Art:
      - Vahlodea atropurpurea (Wahlenb.) Fr. (Syn.: Deschampsia atropurpurea (Wahlenb.) Scheele): Sie kommt in den subarktischen und gemäßigten Gebieten der Nordhalbkugel und im südlichen Südamerika[21] vor.[8]

  - Subtribus Loliinae Dumort. (Syn.: Festucinae J.Presl, Psilurinae Pilg. ex Potztal):[1] Diese Verwandtschaftsgruppe wird kontrovers diskutiert.
    - Castellia Tineo:[1] Sie enthält nur eine Art:
      - Castellia tuberculosa (Moris) Bor: Sie kommt auf den Kanarischen Inseln, im westlichen bis zentralen Mittelmeerraum, beispielsweise in Nordafrika, auf der Arabischen Halbinsel und in Pakistan vor.[8]

    - Drymochloa Holub:[1] Die etwa fünf Arten sind in Europa, im Mittelmeerraum, Westasien und im Himalaja verbreitet. Diese Verwandtschaftsgruppe wird kontrovers diskutiert.
    - Schwingel (Festuca L.,[1] Syn.: Anatherum Nábelek nom. illeg., Argillochloa W.A.Weber, Amphigenes Janka, Asprella Host nom. illeg., Chloamnia Raf., Ctenopsis De Not., Dasiola Raf., Dielsiochloa Pilg., Distomischus Dulac, Festucaria Heist. ex Fabr., Festucaria Link nom. illeg., Gramen E.H.L.Krause nom. illeg., Helleria E.Fourn. nom. illeg., Hellerochloa Rauschert, Hesperochloa (Piper) Rydb., Leucopoa Griseb., Leiopoa Ohwi, Loliolum Krecz. & Bobrov in Kom., Loretia Duval-Jouve, Micropyrum (Gaudin) Link, Mygalurus Link, Psilurus Trin., Nabelekia Roshev., Narduretia Villar, Narduroides Rouy, Nardurus (Bluff, Nees & Schauer) Rchb., Prosphysis Dulac nom. superfl., Tragus Panz. nom. illeg., Vulpia C.C.Gmel., Wangenheimia Moench, Wasatchia M.E.Jones nom. superfl., Zerna Panz. nom. superfl.):[1] Die 300 bis 500 Arten gedeihen in den gemäßigten Gebieten bis zu den Subtropen sowie in den tropischen Gebirgen.[8] Diese Verwandtschaftsgruppe wird kontrovers diskutiert.
    - Leucopoa Griseb. (Syn.: Hesperochloa Rydb., Xanthochloa (Krivot.) Tzvelev)[1] Die etwa sechs Arten sind von West- über Zentralasien bis zum Himalaja und in Nordamerika verbreitet.
    - Lolch (Lolium L., Syn.: Arthrochortus Lowe, Bucetum Parn., Craepalia Schrank, Crypturus Link, Drymonaetes Ehrh., Gnomonia Lunell nom. illeg., Loliola Dubois, Micropyropsis Romero Zarco & Cabezudo, Schedonorus P.Beauv.):[1] Die je nach Autor 8 bis 27 Arten und vielen Naturhybriden sind in Eurasien verbreitet.[8] Diese Verwandtschaftsgruppe wird kontrovers diskutiert.
    - Megalachne Steud.[1] (Syn.: Pantathera Phil.): Die seit 2017 drei Arten kommen nur auf den Juan-Fernández-Inseln vor.[8]
    - Patzkea G.H.Loos:[1] Sie wurde 2010 aufgestellt. Die etwa vier Arten kommen in Südosteuropa, in der Schweiz, in Österreich, in Frankreich, auf der Iberischen Halbinsel und in Marokko, Algerien sowie Tunesien vor.[8]
    - Podophorus Phil.:[1] Sie enthält nur eine Art:[8]
      - Podophorus bromoides Phil.: Die Herbarbelege stammen von den Juan-Fernández-Inseln; sie gilt als ausgestorben.[8]

    - Pseudobromus K.Schum.:[1] Die etwa sechs Arten sind vom Sudan bis zum südlichen Afrika und in Madagaskar verbreitet.[8]

  - Subtribus Miliinae Dumort.: Sie enthält nur eine Gattung:[1]
    - Flattergräser (Milium L.,[1] Syn.: Miliarium Moench nom. superfl.): Die seit 2011 etwa sechs Arten gedeihen in den gemäßigten Gebieten der Nordhalbkugel,[8] darunter das:
      - Wald-Flattergras (Milium effusum L.)
      - Frühlings-Flattergras (Milium vernale M.Bieb.)

  - Subtribus Parapholiinae Caro (Syn.: Monerminae Tzvelev nom. inval.): Sie wurde 1982 aufgestellt und enthält etwa acht Gattungen:[1]
    - Agropyropsis (Batt. & Trab.) A.Camus:[1] Sie enthält nur eine Art:
      - Agropyropsis lolium (Balansa) A.Camus: Sie kommt in Algerien vor.[8]

    - Catapodium Link:[1] Die etwa vier Arten kommen in Makaronesien, in Europa und vom Mittelmeerraum bis zum Iran und bis Dschibuti vor.[8]
    - Cutandia Willk.:[1] Die etwa sechs Arten sind von Makaronesien bis Mauretanien und vom Mittelmeerraum bis Zentralasien und Pakistan weitverbreitet.[8]
    - Desmazeria Dumort.:[1] Die etwa drei Arten sind im Mittelmeerraum verbreitet,[8]
    - Hainardia Greuter:[1] Es gibt nur eine Art:
      - Hainardia cylindrica (Willd.) Greuter: Sie ist vom Makaronesien über den Mittelmeerraum bis zum Iran weitverbreitet.[8]

    - Dünnschwanz (Parapholis C.E.Hubbard):[1] Die etwa sechs Arten sind von Makaronesien bis Nordafrika und von Europa bis Pakistan weitverbreitet.[8]
    - Sphenopus Trin.:[1] Die nur zwei Arten kommen auf den Kanarischen Inseln und vom Mittelmeerraum bis Zentralasien und Pakistan vor.[8]
    - Vulpiella (Batt. & Trab.) Burollet:[1] Sie enthält nur eine Art:[8]
      - Vulpiella stipoides (L.) Maire: Sie kommt vom westlichen bis in den zentralen Mittelmeerraum vor.[8]

  - Subtribus Phalaridinae Fr.: Sie enthält nur eine Gattung:[1]
    - Glanzgräser (Phalaris L. nom. cons.,[1] Syn.: Baldingera G.Gaertn. nom. superfl., Digraphis Trin. nom. illeg., Endallex Raf. nom. illeg., Phalaridantha St.-Lag. nom. superfl., Phalaroides Wolf, Typhoides Moench):[1] Die etwa 18 Arten gedeihen von gemäßigten bis subtropischen Gebieten und in Bergregionen der Tropen in der Alten Welt und der Neuen Welt.[8]

  - Subtribus Poinae Dumort. s. l. (Syn.: Alopecurinae Dumort., Beckmanniinae Nevski, Cinninae Caruel., Gramininae nom. inval., Phleinae Dumort., Phleinae Benth.) Sie enthält seit 2017 nur noch etwa 22 Gattungen,[25] die meisten Gattungen dieser Tribus:[1]
    - Agrostopoa Davidse, Soreng & P.M.Peterson:[1] Die nur drei Arten kommen nur in Kolumbien vor.[8]
    - Fuchsschwanzgräser (Alopecurus L.,[1] Syn.: Alopecuropsis Opiz, Cerdosurus Ehrh., Colobachne P.Beauv., Tozzettia Savi): Die 25 bis 30 Arten gedeihen in den gemäßigten bis subtropischen Gebieten der Welt.[8]
    - Aniselytron Merrill (Syn.: Aulacolepis Hack. non C. von Ettingshausen, Neoaulacolepis Rauschert):[1] Die nur zwei Arten sind vom östlichen Himalaja bis Japan und zu den Philippinen verbreitet.[8]
    - Arctagrostis Griseb.: Die nur zwei Arten kommen von der Subarktis bis zur Mongolei und Kanada vor.[8]
    - Arctophila (Rupr.) Andersson:[1] Es gibt nur eine Art:
      - Arctophila fulva (Trin.) Andersson: Sie kommt von der Subarktis bis Kanada vor.[8]

    - Doppelährengras[24] (Beckmannia Host, Syn.: Bruchmannia Nutt., Joachima Ten.):[1] Es gibt nur 2 Arten.[8] Beides sind Futterpflanzen.[24]
      - Westsibirisches Doppelährengras (Beckmannia eruciformis (L.) Host), auch Fischgras genannt: Es kommt ursprünglich im östlichen Mittelmeergebiet, in Westasien und in Osteuropa vor.[24]
      - Amerikanisches Doppelährengras (Beckmannia syzigahne (Steud.) Fernald): Es kommt ursprünglich in Nordostasien und in Nordamerika vor.[24]

    - Cinna L.[1] (Syn.: Blyttia Fr., Cinnastrum E.Fourn.): Die etwa vier Arten sind von Nordeuropa bis Japan und von den nördlichen sowie zentralen über Zentral- bis Südamerika (südlichstes Vorkommen in Bolivien) weitverbreitet.[8]
    - Cornucopiae L.:[1] Die nur zwei Arten kommen vom Mittelmeerraum bis zum Irak vor.[8]
    - Cyathopus Stapf: Sie enthält nur eine Art:
      - Cyathopus sikkimensis Stapf: Sie kommt vom Himalaja bis ins westliche Yunnan vor.[8]

    - Dupontia R.Br.:[1] Es gibt nur eine Art:[8]
      - Dupontia fisheri R.Br.: Sie kommt von der Subarktis bis Kanada vor.[8]

    - Dupontiopsis Soreng, L.J.Gillespie & Koba:[1] Sie wurde 2015 aufgestellt und es gibt nur eine Art:[8]
      - Dupontiopsis hayachinensis (Koidz.) Soreng, L.J.Gillespie & Koba: Sie kommt in Japan vor.[8]

    - Gaudinopsis (Boiss.) Eig nom. cons.:[1] Die wohl nur vier Arten werden von manchen Autoren zu Ventenata gestellt.[8]
    - Hookerochloa E.B.Alexeev[1] (Syn.: Festucella E.B.Alexeev): Die seit 2008 zwei Arten kommen im südöstlichen australischen Bundesstaaten New South Wales sowie Victoria und in Tasmanien vor.[8]
    - Limnas Trin.:[1] Die nur drei Arten sind von Zentralasien bis Russlands Fernem Osten verbreitet.[8]
    - Nicoraepoa Soreng & L.J.Gillespie:[1] Sie wurde 2007 aufgestellt. Die seit 2011 etwa acht Arten sind im südlichen Südamerika in Chile sowie Argentinien und auf den Falklandinseln verbreitet.[8]
    - Lieschgräser (Phleum L., Syn.: Achnodon Link, Achnodonton P.Beauv., Chilochloa P.Beauv., Maillea Parl., Plantinia Bubani nom. superfl., Stelephuros Adans. nom. superfl.):[1] Die etwa 16 Arten sind in Eurasien und der Neuen Welt weitverbreitet. Es gibt Arten als Neophyten in vielen Ländern.[8]
    - Pholiurus Trin.: Sie enthält nur eine Art:[8]
      - Ungarischer Schuppenschwanz[26] (Pholiurus pannonicus (Host) Trin.):[1] Sie kommt von Mittel- und Süd- bis Südosteuropa, im Kaukasusraum, sowie in der Türkei, in Westsibirien und Zentralasien vor.[8]

    - Rispengräser (Poa L., Syn.: Anthochloa Nees & Meyen, Aphanelytrum Hack., Austrofestuca (Tzvelev) E.B.Alexeev, Dasypoa Pilg., Dissanthelium Trin., Eremopoa Roshev., Graminastrum E.H.L.Krause, Libyella Pamp., Lindbergella Bor, Lindbergia Bor nom. illeg.,Neuropoa Clayton, Ochlopoa (Asch. & Graebn.) H.Scholz, Oreopoa H.Scholz & Parolly, Paneion Lunell nom. superfl., Panicularia Heist. ex Fabr. nom. superfl., Parodiochloa C.E.Hubb., Phalaridium Nees & Meyen, Poagris Raf. nom. superfl., Stenochloa Nutt., Tovarochloa T.D.Macfarl. & But, Tzvelevia E.B.Alexeev):[1] Sie enthält 200 bis über 500 Arten. Sie kommen von der Subarktis und der Subantarktis bis in die gemäßigten Zonen und in den tropischen Gebirgen vor.[8]
    - Pseudophleum Doğan:[1] Die seit 2015 zwei Arten kommen nur in der Türkei vor.[8]
    - Rhizocephalus Boiss.:[1] Es gibt nur eine Art:
      - Rhizocephalus orientalis Boiss.: Sie kommt vom Kaukasusraum bis West- und Zentralasien vor.[8]

    - Saxipoa Soreng:[1] Sie wurde 2009 aufgestellt und enthält nur eine Art:
      - Saxipoa saxicola (R.Br.) Soreng, L.J.Gillespie & S.W.L.Jacobs: Sie kommt nur in den südöstlichen australischen Bundesstaaten New South Wales sowie Victoria und auf Tasmanien vor.[8]

    - Simplicia Kirk:[1] Die seit 2016 drei Arten kommen nur in Neuseeland vor.[8]
    - Sylvipoa Soreng:[1] Sie wurde 2009 aufgestellt und enthält nur eine Art:
      - Sylvipoa queenslandica (C.E.Hubb.) Soreng, L.J.Gillespie & S.W.L.Jacobs: Sie kommt nur in den australischen Bundesstaaten südöstliches Queensland sowie östlichen New South Wales vor und ist in Victoria ein Neophyt.[8]

  - Subtribus Scolochloinae Tzvelev (Syn.: Scolochloeae Tzvelev): Sie enthält nur zwei Gattungen:[1]
    - Dryopoa Vickery:[1] Sie wurde 1963 aufgestellt und es gibt nur eine Art:[8]
      - Dryopoa dives (F.Muell.) Vickery (Syn.: Festuca dives F.Muell., Glyceria dives (F.Muell.) F.Muell. ex Benth., Panicularia dives (F.Muell.) Kuntze, Poa dives (F.Muell.) F.Muell.): Sie kommt nur in den südöstlichen australischen Bundesstaaten New South Wales, Victoria sowie in Tasmanien vor.[8]

    - Scolochloa Link nom. cons.[1] (Syn.: Fluminia Fr.): Sie war monotypisch und 2001 wurde eine zweite Art erstbeschrieben:[8]
      - Gewöhnliches Schwingelschilf[26] (Scolochloa festucacea (Willd.) Link, Syn.: Aira arundinacea Lilj., Arundo festucacea Willd., Donax borealis Trin., Donax festucaceus (Willd.) P.Beauv., Festuca arundinacea Lilj. nom. illeg., Festuca borealis (Trin.) Mert. & W.D.J.Koch, Festuca donacina Wahlenb., Fluminia arundinacea (Roem. & Schult.) Fr., Fluminia festucacea (Willd.) Hitchc., Glyceria arundinacea (Roem. & Schult.) Fr. nom. illeg., Graphephorum arundinaceum (Roem. & Schult.) Asch., Graphephorum festucaceum (Willd.) A.Gray, Schedonorus arundinaceus Roem. & Schult., Scolochloa arundinacea (Roem. & Schult.) MacMill. nom. illeg., Scolochloa marchica M.Duvel, Ristow, H.Scholz, Sieglingia festucacea (Willd.) Jess., Triodia festucacea (Willd.) Roth): Sie ist in den subarktischen bis gemäßigten Gebieten der Nordhalbkugel von Nordeuropa und dem östlichen Mitteleuropa bis zur Mongolei und vom subarktischen Nordamerika bis zu den zentralen Vereinigten Staaten weitverbreitet.[8]
      - Märkisches Schwingelschilf[26] (Scolochloa marchica M.Düvel, Ristow, H.Scholz): Sie wurde 2001 erstbeschrieben und ist nur aus Deutschland und Polen bekannt.

  - Subtribus Sesleriinae Parl. (Syn.: Miborinae Asch. & Graebn.): Sie enthält etwa fünf Gattungen:[1]
    - Echinaria Desf.[1] Es gibt nur eine Art:[8]
      - Echinaria capitata (L.) Desf. (Syn.: Cenchrus capitatus L., Panicastrella capitata (L.) Moench, Reimbolea spicata Debeaux, Echinaria todaroana (Ces.) Cif. & Giacom., Echinaria pumila Willk., Echinaria spicata Debeaux, Echinaria capitata var. pumila (Willk.) Willk., Echinaria capitata var. todaroana Ces.): Sie kommt vom südöstlichen Ungarn bis zum Mittelmeerraum und Zentralasien vor.[8]

    - Zwerggras (Mibora Adans., Syn.: Chamagrostis Borkh., Knappia Sm. nom. superfl., Rothia Borkh. nom. illeg., Sturmia Hoppe nom. superfl.):[1] Sie enthält nur zwei Arten, darunter:
      - Sand-Zwerggras (Mibora minima (L.) Desv.)

    - Oreochloa Link:[1] Sie enthält etwa vier Arten in Mittel- und Süd-, Südost- und Osteuropa,[8] darunter:
      - Zweizeiliges Blaugras (Oreochloa disticha (Wulfen) Link): Es kommt in den Gebirgen Mittel- und Südeuropas vor.

    - Blaugräser (Sesleria Scop., Syn.: Diptychum Dulac):[1] Die 30 bis 35 Arten sind von Europa bis zum Iran und im nordwestlichen Afrika verbreitet.[8]
    - Kugelkopfblaugräser (Sesleriella (Ard.) Deyl):[1] Es gibt nur zwei Arten, die beide in den Alpen vorkommen. Darunter:
      - Gewöhnliches Kugelkopfblaugras (Sesleriella sphaerocephala (Ard.) Deyl, Syn.: Cynosurus sphaerocephalus (Ard.) Wulfen, Sesleria sphaerocephala Ard.): Es gedeiht in den Alpen in der Schweiz, in Österreich, Italien und Slowenien.[8]

  - Subtribus Torreyochloinae Soreng: Sie wurde 2003 aufgestellt und enthält nur zwei Gattungen:[1]
    - Amphibromus Nees:[1] Die seit 1986 etwa zwölf Arten kommen in Australasien und von Bolivien bis zum südlichen Brasilien und südlichen Südamerika vor.[8]
    - Torreyochloa Church:[1] Die seit 1991 nur noch drei Arten sind auf der Nordhalbkugel von Japan über Korea bis Russlands Fernem Osten und von Alaska über Kanada bis zu den USA weitverbreitet.[8]

  - Subtribus Ventenatinae Holub (Syn.: Ventenatinae Holub nom. nud.): Sie wurde 2017 aufgestellt:[25]
    - Windhalm (Apera Adans., Syn.: Anemagrostis Trin.):[1] Die etwa fünf Arten sind von Europa bis Zentralasien, Pakistan und in Makaronesien verbreitet.[8]
    - Bellardiochloa Chiov.:[1] Die etwa fünf Arten sind von Mittel- und Süd- bis Südosteuropa und Westasien bis zum Iran weitverbreitet. Dazu gehört:[8]
      - Violettes Rispengras (Bellardiochloa variegata (Lam.) Kerguélen)

    - Gaudinopsis (Boiss.) Eig: Es gibt etwa zwei Arten.
    - Nephelochloa Boiss.:[1] Es gibt nur eine Art:[8]
      - Nephelochloa orientalis Boiss.: Sie kommt im asiatischen Teil der Türkei vor.[8]

    - Parvotrisetum Chrtek: Es gibt nur eine Art:[8]
      - Parvotrisetum myrianthum (Bertol.) Chrtek: Sie kommt in Italien, im ehemaligen Jugoslawien, in Griechenland, auf ostägäischen Inseln und im europäischen Teil der Türkei vor.[8]

    - Schmielenhafer[24] (Ventenata Koeler nom. cons., Syn.: Heteranthus Borkh. nom. rej., Heterochaeta Besser nom. superfl., Malya Opiz nom. superfl., Pilgerochloa Eig):[1] Die etwa sechs Arten sind von Europa über den Mittelmeerraum bis Zentralasien verbreitet.[8][25]

  - incertae sedis:[1]
    - Avenula (Dumort.) Dumort.[1] (Syn.: Homalotrichon Banfi, Galasso & Bracchi nom. superfl.):[1] Es gibt nur eine Art:[8]
      - Flaumiger Wiesenhafer (Avenula pubescens (Huds.) Dumort., Syn.: Helictotrichon pubescens (Huds.) Pilg.): Sie ist von Europa über den Kaukasusraum und Zentralasien bis zur Mongolei weitverbreitet. Sie ist in einigen Gebieten ein Neophyt.[8][19]

- Tribus Stipeae Dumort.[27] (Syn.: Stipodae L.Liu, Stipinae Griseb., Aciachninae Caro, Ortachninae Caro):[1][9]
  - Sie enthält 23 (Stand 2012)[28] bis 27 (Stand 2015)[1] Gattungen:[29]
    - Achnatherum P.Beauv. (Syn.: Aristella Bertol., Lasiagrostis Link nom. superfl., Lasiagrostis Link, Stipa sect. Lasiagrostis (Link) Hackel, Timouria Roshev.):[16][1] Die 11 bis 50 Arten sind in Eurasien, Nordafrika und Nordamerika verbreitet. Sie werden aber auch manchmal zur Gattung Stipa gestellt. In China gibt es 18 Arten, sechs davon nur dort.[29] In diese Gattung gehören auch:
      - Kurzgranniges Pfriemengras (Achnatherum bromoides (L.) P.Beauv.): Es ist von Ungarn und dem Mittelmeerraum bis zum Iran verbreitet.[8]
      - Silber-Raugras (Achnatherum calamagrostis (L.) P.Beauv.)

    - Aciachne Benth.: Die nur drei Arten kommen hauptsächlich in den Anden Südamerikas und eine von ihnen – Aciachne acicularis Laegaard – kommt darüber hinaus auch in Costa Rica vor.[8]
    - Amelichloa Arriaga & Barkworth: Von en etwa fünf Arten kommt eine im nördlichen Mexiko vor und die anderen vier sind in Südamerika verbreitet.[16][1]
    - Anatherostipa (Hack. ex Kuntze) Peñailillo: Sie enthält 10 bis 12 Arten; sie werden aber auch zu Nassella gestellt.
    - Anemanthele Veldk.: Sie enthält nur eine Art:
      - Anemanthele lessoniana (Steud.) Veldkamp: Sie kommt auf der Nord- und Südinsel Neuseelands vor.[6]

    - Austrostipa S.W.L.Jacobs & J.Everett: Die etwa 64 Arten kommen in Südafrika, Australien und Neuseeland vor.[8]
    - Celtica F.M.Vázquez & Barkworth: Sie enthält nur eine Art, die aber vier Unterarten umfasst:[8]
      - Celtica gigantea (Link) F.M.Vazquez & Barkworth: Sie kommt nur im nördlichen sowie im zentralen Marokko und auf der Iberischen Halbinsel vor.[6]

    - Hesperostipa (Elias) Barkworth: Sie enthält höchstens fünf Arten; sie werden aber meist zu Stipa gestellt.[8]
    - Jarava Ruiz & Pav.: Es gibt etwa 31 Arten.[16][1][30]
    - Macrochloa Kunth: Sie enthält nur zwei Arten:
      - Macrochloa antiatlantica (Barreña, D.Rivera, Alcaraz & Obón) H.Scholz & Valdés: Sie kommt im südwestlichen Marokko vor.[8]
      - Halfagras (Macrochloa tenacissima (L.) Kunth, Syn.: Stipa tenacissima L.): Sie kommt in drei Unterarten im westlichen und südlichen Mittelmeerraum vor.[8]

    - Nassella (Trin.) E.Desv.: Sie je nach Autor 32 bis 113 Arten sind von Nordamerika über Mexiko und Zentral- bis Südamerika verbreitet.[8]
    - Ortachne Nees ex Steud.: Die etwa drei Arten kommen von Costa Rica bis Peru und vom südlichen Chile bis ins südliche Argentinien vor.[8]
    - Orthoraphium Nees: Es gibt nur eine Art:
      - Orthoraphium roylei Nees: Sie kommt vom Himalaja bis Sichuan und Yunnan vor.[8]

    - Oryzopsis Michx.: Die etwa fünf Arten kommen in China und vom subarktischen Nordamerika bis zu den USA vor.[8]
    - Pappostipa (Speg.) Romaschenko, P.M.Peterson & Soreng: Sie wurde 2008 aufgestellt mit Arten, die davor zur Gattung Stipa gestellt wurden. Die etwa 30 Arten kommen von den USA bis Mexiko und von Peru bis ins südliche Südamerika vor.[30]
    - Patis Ohwi: Die etwa drei Arten kommen von China bis Ostasien und von Kanada bis zu den USA vor.[8]
    - Piptatheropsis Romasch.: Die etwa fünf Arten kommen vom subarktischen Amerika bis zu den USA vor.[8]
    - Piptatherum P.Beauv.: Die etwa 30 Arten sind vom Mittelmeerraum bis Äthiopien und von den gemäßigten Gebieten Asiens bis zum Himalaja verbreitet.[8] In China gibt es neun Arten, zwei davon nur dort.[29] Hierher gehört:
      - Gewöhnlicher Grannenreis (Piptatherum miliaceum (L.) Coss.; Syn.: Oloptum miliaceum (L.) Röser & Hamasha).

    - Piptochaetium J.Presl (Syn.: Caryochloa Spreng., Podopogon Raf.): Die etwa 35 Arten sind von Kanada bis Guatemala und von Venezuela bis zum westlichen Südamerika verbreitet.[8]
    - Psammochloa A.Hitchc.: Sie enthält nur eine Art:
      - Psammochloa villosa (Trinius) Bor: Sie kommt in der Mongolei, in Inneren Mongolei und in den nördlichen chinesischen Provinzen Gansu, Ningxia, Qinghai, nördlichen Shaanxi sowie Xinjiang vor.[29]

    - Ptilagrostis Griseb.: Die etwa 16 Arten kommen von Zentralasien bis Korea und dem Himalaja vor und außerdem in den USA.[8] In China gibt es sieben Arten, zwei davon nur dort. Sie gedeihen hauptsächlich auf Bergen.[29]
    - Pfriemengräser (Stipa L., Syn.: Stupa Asch. orth. var.): Sie enthält – je nach Auffassung, ob vielleicht die Arten der Gattungen Achnatherum P.Beauv., Amelichloa Arriaga & Barkworth, Hesperostipa (Elias) Barkworth, Orthoraphium Nees, Pappostipa (Speg.) Romasch., P.M.Peterson & Soreng, Patis Ohwi, Stipellula Röser & Hamasha oder Trikeraia Bor enthalten seien – etwa nur noch etwa 100[16][1] oder etwa 240 Arten in gemäßigten bis subtropischen Gebieten, in den Tropen auch in den Gebirgen.[8] Sie gedeihen meist in trockenen und offenen Habitaten.
    - Stipellula Röser & Hamasha: Die 2012 neu aufgestellte Gattung umfasst sechs Arten. Sie kommen vom Mittelmeergebiet bis Indien und Uganda, in Makaronesien und im südlichen Afrika vor.[8] Die Arten wurden früher in die Gattung Stipa gestellt.[8] Hierher gehört:
      - Gedrehtes Federgras (Stipellula capensis (Thunb.) Röser & Hamasha, Syn.: Stipa capensis Thunb., Stipa tortilis Desf.)

    - Trikeraia Bor: Sie enthält höchstens vier Arten, die aber auch zu Stipa gestellt werden.
- Tribus Triticeae Dumort.[31] (Syn.: Aegilopineae Orb., Hordeeae Kunth ex Spenn., Frumenteae Krause nom. illeg., Secaleinae Rchb.):[1] Sie ist in zwei Subtribus gegliedert und enthält etwa 27 Gattungen (Stand 2015):[1][32]
  - Subtribus Hordeinae Dumort. (Syn.: Elyminae Benth., Agropyrinae Nevski, Clinelyminae Nevski nom. illeg., Roegneriinae Nevski, Henrardiinae C.E.Hubb.): Sie enthält etwa 21 Gattungen:[1]
    - Kammquecken (Agropyron Gaertner,[1] Syn.: Costia Willk.): Die etwa zwölf Arten sind hauptsächlich in Eurasien und Nordafrika verbreitet[32][8], darunter:
      - Kammquecke (Agropyron cristatum (L.) Gaertn.)

    - Anthosachne Steud.:[1] Die etwa neun Arten kommen von Neuguinea bis Australasien vor. Sie wurde früher zu Elymus gestellt.[8]
    - Australopyrum (Tzvelev) Á.Löve:[1] Die etwa fünf Arten kommen in Neuguinea, im östlichen bis südöstlichen Australien sowie in Neuseeland vor.[8]
    - Connorochloa Barkworth et al.:[1] Sie wurde 2009 aufgestellt und enthält nur eine Art:
      - Connorochloa tenuis (Buchanan) Barkworth, S.W.L.Jacobs & H.Q.Zhang: Sie kommt nur in Neuseeland vor.

    - Crithopsis Jaub. & Spach:[1] Sie enthält nur eine Art:
      - Crithopsis delileana (Schult.) Roshev.: Sie kommt vom südlichen und östlichen Mittelmeerraum bis zum Iran vor.[8]

    - Quecken (Elymus L.,[1] Syn.: Asperella Humb., Braconotia Godr., Campeiostachys Drobow, Clinelymus (Griseb.) Nevski, Cockaynea Zotov, Crithopyrum Steud., Cryptopyrum Heynh., Elytrigia Desv., Goulardia Husn., Gymnostichum Schreb., Hystrix Moench, Peridictyon Seberg et al., Polyantherix Nees, Psammopyrum Á.Löve, Roegneria K.Koch, Semeiostachys Drobow, Sitanion Raf., Sitospelos Adans. nom. superfl., Stenostachys Turcz., Terrellia Lunell nom. superfl., ×Elymotrigia Hyl., ×Elysitanion Bowden, ×Pseudelymus Barkworth & D.R.Dewey, ×Terrelymus B.R.Baum): Die etwa 176 Arten sind von den gemäßigten und subtropischen Gebieten der Nordhalbkugel bis Mittel- und Südamerika und außerdem in Neuseeland verbreitet.[8] Die meisten Arten kommen in Asien vor. In China gibt es etwa 88 Arten; 62 davon nur dort.[32]
    - Eremopyrum (Ledeb.) Jaubert & Spach[1] (Syn.: Cremopyrum Schur orth. var.): Die etwa vier Arten kommen vom östlichen Mittelmeerraum bis zum Himalaja, von Rumänien bis zur Mongolei und außerdem in Nordwestafrika vor.[8] In China kommen vier Arten nur in Tibet, in der Inneren Mongolei und in der Provinz Xinjiang vor.[32]
    - Festucopsis (C.E.Hubb.) Melderis[1] Sie enthält nur eine Art:
      - Festucopsis serpentini (C.E.Hubb.) Melderis: Die seit 2011 zwei Unterarten kommen auf der Balkanhalbinsel vor.

    - Henrardia C.E.Hubbard:[1] Die nur zwei Arten sind vom östlichen Mittelmeerraum bis Zentralasien und Pakistan verbreitet.[8]
    - Heteranthelium Hochst. ex Jaub. & Spach:[1] Sie enthält nur eine Art:
      - Heteranthelium piliferum (Banks & Soland.) Hochst.: Sie kommt von der Türkei bis Zentralasien und Pakistan vor.[8]

    - Hordelymus (Jess.) Jess. ex Harz[1] (Syn.: Cuviera Koeler, Leptothrix (Dumort.) Dumort., Medusather (Griseb.) P.Candargy): Sie enthält nur eine Art:
      - Waldgerste (Hordelymus europaeus (L.) Jess. ex Harz): Sie kommt von Europa bis zum Kaukasusraum und in Nordafrika vor.[8]

    - Gerste (Hordeum L., Syn.: Critesion Raf., Critho E.Mey., Zeocriton Wolf):[1] Die 30 bis 40 Arten sind in den gemäßigten Gebieten Eurasiens, in Makaronesien, im nördlichen und südlichen Afrika, von Nordamerika bis Guatemala, auf den Bermudas und von Peru bis ins südliche Südamerika verbreitet.[8][32]
    - Kengyilia C.Yen & J.L.Yang:[1] Die etwa 27 Arten sind von der östlichen Türkei bis ins südwestliche Sibirien und Zentralasien bis ins zentrale China verbreitet. In China gibt es 24 Arten; 21 davon nur dort.[32] Diese Arten wurden bisher meist zu Elymus oder Elytrigia gestellt.[8]
    - Strandroggen (Leymus Hochstetter, Syn.: Aneurolepidium Nevski, Eremium Seberg & Linde-Laursen, Macrohystrix (Tzvelev) Tzvelev & Prob., Malacurus Nevski, Microhystrix (Tzvelev) Tzvelev & Prob.):[1] Die etwa 55 Arten sind von den subarktischen und den gemäßigten Gebieten der Nordhalbkugel bis Mexiko und außerdem im südlichen Südamerika verbreitet.[8] In China gibt es 24 Arten, 11 davon nur dort.[32]
    - Pascopyrum Á.Löve:[1] Sie enthält nur eine Art:
      - Pascopyrum smithii (Rydb.) Á.Löve: Sie ist von Nordamerika bis zum nordöstlichen Mexiko weitverbreitet.

    - Peridictyon Seberg:[1] Sie wurde 1991 aufgestellt und enthält nur eine Art:[8]
      - Peridictyon sanctum (Janka) Seberg: Sie kommt nur vom südwestlichen Bulgarien bis nördlichen Griechenland vor.[8]

    - Psathyrostachys Nevski ex Komarov: Die etwa zehn Arten gedeihen in Steppen und Halbwüsten Eurasiens. Sie kommen vom westlichen Russland bis Sibirien und dem nördlichen China und von der Türkei bis Zentralasien und Pakistan vor.[8] In China gibt es fünf Arten, zwei davon nur dort.[32]
    - Pseudoroegneria (Nevski) Á.Löve:[1] Die etwa 15 Arten sind von Südosteuropa bis zu den gemäßigten Zonen Asiens und von Alaska bis zu den USA verbreitet.[8][32] Sie wurden bisher meist zu Elymus oder zu Elytrigia gestellt.[8]
    - Roggen (Secale L.):[1] Die etwa neun Arten kommen im östlichen Mitteleuropa, in Osteuropa, vom Mittelmeergebiet bis zum nordwestlichen China und dem westlichen Himalaja und im südlichen Afrika vor.[8]
    - Stenostachys Turcz.:[1] Die etwa vier Arten kommen nur in Neuseeland vor.[8]
    - Taeniatherum Nevski:[1] Sie enthält nur eine Art:
      - Taeniatherum caput-medusae (L.) Nevski: Sie kommt von südlichen Mitteleuropa, von Ost- und Südeuropa über den Mittelmeerraum sowie den Kaukasusraum bis Afghanistan und Pakistan vor.[8]

  - Subtribus Triticinae Fr. (Syn.: Aegilopinae Nevski): Sie enthält etwa fünf Gattungen:[1]
    - Aegilops L. nom. cons.[1] (Syn.: Amblyopyrum Eig, Aegilemma Á.Löve, Aegilonearum Á.Löve, Aegilopodes Á.Löve, Chennapyrum Á.Löve, Comopyrum (Jaub. & Spach) Á.Löve, Cylindropyrum (Jaub. & Spach) Á.Löve, Gastropyrum (Jaub. & Spach) Á.Löve, Kiharapyrum Á.Löve, Orrhopygium Á.Löve, Patropyrum Á.Löve, Perlaria Heist. ex Fabr., Sitopsis (Jaub. & Spach) Á.Löve): Die etwa 23 Arten kommen hauptsächlich im Mittelmeerraum und in Makaronesien, einige Arten kommen bis Nordafrika oder von Südosteuropa bis zum Himalaja, Zentralasien oder China vor.[32][8]
    - Amblyopyrum Eig:[1] Sie enthält nur eine Art:
      - Amblyopyrum muticum (Boiss.) Eig: Sie kommt von der Türkei bis Transkaukasien vor.

    - Dasypyrum (Coss. & Durieu) T.Durand[1] (Syn.: Haynaldia Schur nom. illeg., Pseudosecale (Godr.) Degen): Die etwa zwei Arten kommen vom Mittelmeerraum bis Zentralasien vor.[8]
    - Thinopyrum Á.Löve:[1] Die etwa elf Arten sind von Europa bis Zentralasien, von Makaronesien bis Pakistan und im südlichen Afrika verbreitet. Sie wurden bisher meist zu Agropyron oder zu Elymus gestellt.[8] Hierher gehört:
      - Stumpfblütige Quecke (Thinopyrum obtusiflorum (DC.) Banfi, Syn.: Elymus obtusiflorus (DC.) Conert)

    - Weizen (Triticum L.,[1] Syn.: Crithodium Link, Deina Alef., Frumentum E.H.L.Krause, Gigachilon Seidl, Nivieria Ser., Spelta Wolf, Zeia Lunell): Die etwa fünf Arten kommen vom Mittelmeerraum bis Zentralasien und dem nordwestlichen Indien und außerdem in Äthiopien vor.[8] Als Kulturpflanze kommen die Arten in den gemäßigten Gebieten und tropischen Bergregionen weltweit vor.

## Weiterführende Literatur
- Robert J. Soreng, Paul M. Peterson, Fernando O. Zuloaga, Konstantin Romaschenko, Lynn G. Clark, Jordan K. Teisher, Lynn J. Gillespie, Patricia Barberá, Cassiano A. D. Welker, Elizabeth A. Kellogg, De-Zhu Li, Gerrit Davidse: A worldwide phylogenetic classification of the Poaceae (Gramineae) III: An update. In: Journal of Systematics and Evolution, Volume 60, Issue 3: The Biogeography of Grasses (Poaceae), Mai 2022, S. 476–521. doi:10.1111/jse.12847 PDF.
- Elke Döring: Molekulare Phylogenie der Hafer-Gräser (Poaceae: Pooideae: Aveneae). Dissertation zur Erlangung des akademischen Grades doctor rerum naturalium (Dr. rer. nat.) vorgelegt der Naturwissenschaftlichen Fakultät I Biowissenschaften Martin-Luther-Universität Halle-Wittenberg, 21. April 2009. Volltext-PDF.
- Martin Röser, Elke Döring, G. Winterfeld, Julia Schneider: Generic realignments in the grass tribe Aveneae (Poaceae), In: Schlechtendalia, Volume 19, 2009, S, 27–38.
- Julia Schneider, G. Winterfeld, M. H. Hoffmann, Martin Röser: Duthieeae, a new tribe of grasses (Poaceae) identified among the early diverging lineages of subfamily Pooideae: molecular phylogenetics, morphological delineation, cytogenetics, and biogeography, In: Systematics and Biodiversity, Volume 9, 2011, S. 27–44.
- Julia Schneider, G. Winterfeld. Martin Röser: Polyphyly of the grass tribe Hainardieae (Poaceae: Pooideae): identification of its different lineages based on molecular phylogenetics, including morphological and cytogenetic characteristics, In: Organism, Diversity and Evolution, Volume 12, 2012, S. 113–132.
- Ulrike Julia	Schneider: Molecular phylogenetic analyses and classification of the Pooideae (Poaceae). – Dissertation an der Naturwissenschaftlichen Fakultät I – Biowissenschaften der Martin-Luther-Universität Halle-Wittenberg, Dezember 2013. Volltext-PDF doi:10.25673/1029